# Mindszenty József
Tiszteletreméltó Mindszenty József, eredeti nevén Pehm József (Csehimindszent, 1892. március 29. –‎ Bécs, 1975. május 6.) magyar bíboros, Serédi Jusztinián utódjaként 1945 és 1973 között esztergomi érsek, Magyarország utolsó hercegprímása.
A második világháború idején a nyilasok bebörtönözték. A háború után a kommunizmus és a kommunista üldöztetés ellen lépett fel, aminek következtében 1949-ben egy koncepciós per során megkínozták és életfogytiglani börtönbüntetésre ítélték, ami világszerte felháborodást váltott ki, és az ENSZ is határozatban ítélte el az eljárást.
Nyolc év börtön után Mindszentyt az 1956-os forradalom idején szabadították ki, és az Egyesült Államok budapesti nagykövetségén kapott politikai menedékjogot. Tizenöt éven át élt ott, a XII. Piusz pápa halálát követő 1958-as pápai konklávéra sem engedték ki. Végül 1971-ben hagyhatta el az országot, és 1975-ben Bécsben, száműzetésben halt meg.
Szentté avatási eljárása 1993-ban kezdődött meg, és Ferenc pápa 2019-ben tiszteletreméltónak nyilvánította.

## Életpályája

### Szülei és ifjúkora
Mindszenty József felmenői, azaz a Pehm család ősei Vas vármegyében éltek. A fellelhető anyakönyvi bejegyzések szerint első név szerint ismert őse a német nyelvterületről idetelepült, feltehetően 1740 körül született Pem Paulus volt, akinek a csehimindszenti katolikus anyakönyv bejegyzései szerint feleségével, az 1740-ben a közeli Bérbaltaváron született Herlinger Elisabeth-tel a szomszédos Csipkereken 1767. és 1786. között kilenc gyermeke született. Közülük az 1774-ben született Georgiusnak ismert a családja, így ő volt Mindszenty József bizonyítható ükapja. , 
Korábban számos életrajz nemesi származást tulajdonított Mindszentynek, arra hivatkozva, hogy leszármazottja annak a Pehm András helytartótanácsi titkárnak, akinek III. Károly magyar király 1733. január 12-én nemességet adományozott, majd 1738. május 4-én birtokadományban is részesült, egy kúriát kapott a Pozsony vármegyei Bazin településen. Az ő felesége Éva Magdolna von Hess volt, gyermekeik Pozsonyban születtek az 1730-as és 1740-es években. Az emlitett Pehm András, egyes helyeken von Behm, vagy Pöhm-ként irva, egy gazdag pozsonyi polgári és iparos (Zinngiesser) családból származik. Andreas Pehm lánya Maria v. Behm a von Stutterheim-családba került házasság révén. Tekintettel arra, hogy a két Pehm család tagjai azonos időben, egymástól több száz kilométerre, egészen más viszonyok között éltek, és az is látható az anyakönyvi bejegyzésekből, hogy Pem Paulus "hospes", azaz nemtelen betelepülő volt, a leszármazotti kapcsolat ez esetben kizárt.
Az eredetileg Csipkereken lakó Pehm családból valószínűleg a betelepedő Pem Paulus dédunokája, az érsek nagyapja, Pehm József "nemtelen jobbágy" költözött át a szomszédos Mindszentre, mivel őt 1838-ban még csipkerekiként vezették be a csehimindszenti anyakönyvbe, de fia, Pehm János, a bíboros édesapja már mindszenti születésűként szerepel ugyanott.
Mindszenty szülei Pehm János (Csehimindszent, 1864. február 10.–Csehimindszent, 1946. február 2.) és Kovács Borbála (Csehimindszent, 1875. január 2.–Csehimindszent, 1960. február 5.) húszholdas szőlő- és földművelők voltak. Apja fiatal korában községbíró, majd közgyám, egyházközségi és később iskolaszéki elnök volt, 1890. január 28-án vette feleségül Csehimindszenten Kovács Borbálát. Mindszenty (Pehm) József igen gondos vallásos neveltetését az anyjától kapta, akiről ezt mondta: „Eszes, csendes, finom asszony volt, aki odaadással végezte a házi teendőket, mintaszerűen nevelt, gondozott bennünket, s ugyanakkor apánk mellett is ott állt a nehéz mezei munkákban. Igen jellemző tulajdonsága volt, hogy – szívóssággal és körültekintéssel – csaknem minden életrevaló tervét végre tudta hajtani, nagy nehézségek előtt sem torpant meg. Neki köszönhetem, hogy az elemi iskola elvégzése után gimnáziumba kerültem.” Később, úgy fogalmazott: „Amivé lettem, anyám érdemeinek és imáinak köszönhetem". Pehm József, az elsőszülött gyermek, miután Csehimindszenten elvégezte az elemi iskolát, 1903-tól a szombathelyi Premontrei Gimnáziumban folytatta a tanulmányait. Leérettségizett és papnövendéknek jelentkezett a szombathelyi püspöki szemináriumba.

### Pappá szentelése
Kispapként a szombathelyi szemináriumban nevelkedett. 1915. június 12-én gróf Mikes János megyés püspök szentelte pappá a szombathelyi Sarlós Boldogasszony-székesegyházban. 1917. január 26-ától lett a zalaegerszegi főgimnázium hittanára.
Igen fontos szerepet játszott felnőtt életemben is a gimnázium másik hitoktatója, Pehm József […] Bevonult tanárainkat egyre inkább azokkal a használható pedagógusokkal kellett helyettesíteni, akik, fölmentve a katonai szolgálattól, a gimnázium rendelkezésére álltak. Így lett negyedik osztályos koromban hittanárunkból latintanárunk és osztályfőnökünk Pehm József. Inkább szigorú, mint jó tanár volt. Rendet tartott, de nem a szeretet, a tekintély, hanem a parancsuralom rendjét.

### Első világháborút követő közéleti tevékenysége
Egész politikai pályáját, a politikával való foglalkozást is meghatározta számára Magyarország első világháborús veresége és a királyságot szétverő forradalmak élménye. A társadalmi rend bukásaként érte meg az Osztrák–Magyar Monarchia felbomlását, az uralkodó császári, illetve az állam ügyeiben való részvételről való lemondását, a köztársaság kikiáltását, az újabb, még elfogadhatatlanabb vörös forradalmat és a román megszállást. 
A hitoktató Mindszenty aktív politikai harcot folytatott a szociáldemokraták ellen, amiért 1919. március 19-én, a magyarországi Tanácsköztársaság idején Szombathelyre internálták püspökével együtt, és csak május 19-én szabadult ki. 1919. október 1-jén Zalaegerszegre, a Mária Magdolna templomba kapott plébánosi kinevezést, miután az előző plébános, Legáth Kálmán (1852–1923) nyugdíjba vonulásakor szülővárosába, Körmendre távozott. Horthy Miklós kormányzóvá választását Pehm József zalaegerszegi plébános támogatta, de később szembefordult vele. A kormányzó tiszteletére rendelt miséken „ha nem tudta káplánjaira hagyni" nem Horthyért, hanem az ország boldogulásáért imádkozott. A két világháború közti korszakban Mindszenty meghatározó főszereplője volt a legitimizmusnak Zala vármegyében; 1938-ban majdnem eljárás is indult ellene kormányzósértés miatt. Pehm József erélyesen támogatta a zalai legitimista polgári és politikai köröket, amelyeket udvardi és dr. básti Udvardy Jenő (1880–1941), jogász, kormányfőtanácsos, neje, Udvardy Jenőné boldogfai Farkas Margit (1888–1972) asszony, valamint unokatestvére, dr. boldogfai Farkas Tibor (1883-1940), jogász, országgyűlési képviselő, képviselte. A legitimista zalai főispán, Tarányi Ferenc, közvetített a keresztény pártiak és a kormány között kíváló diplomáciai tehetséggel; a zalaegerszegi plébános és a főispán felhőtlen kapcsolatot ápoltak. Pehm József negyedszázadon át volt a keresztény párt Zala megyei elnöke.
1924-ben pornói (ma Pornóapáti) címzetes apáttá nevezték ki. A rendkívül tevékeny Pehm apát-plébános fontos szerepet játszott a helyi zalaegerszegi közéletben és a hívek körében. Felépíttette a zalaegerszegi Jézus Szíve ferences templomot és egy kolostort. A templomot 1925 júniusában kezdtek építeni az utolsó magyar király, Boldog IV. Károly (1887–1922) emlékére, ami egyedülállóvá teszi a világban. Az ünnepélyes felszentelése 1927. szeptember 25-én történt meg. A szószéket Zita királyné ajándékozta a templomnak. 1950 nyarán a szerzetesrendektől megvonták a működési engedélyt, a rendházat államosították, így a zalaegerszegi ferencesek helyett az épületbe a megyei hadkiegészítő parancsnokság költözött. 1925-ben a Zalavármegyei Gazdasági Egyesület igazgatóválasztmányába választották meg.
Törökbálintról Zalaegerszegre hívta a Notre Dame Női Kanonok- és Tanító rend nővéreit, hogy segítsék és tanítsák a helyi leányokat. Segítségül létrehozta a Notre Dame nővérek anyaházát és tanítónőképzőjét, valamint elemi és polgári iskoláját. Másrészt modernizálta a plébániaépületet és a szegények számára 34 főt befogadó szeretetotthont alapított. Támogatta, taníttatta a szegény sorsú, tehetséges gyermekeket, a Szociális Missziótársulat bevonásával végezte a szegénygondozást, a kórházmissziót, a fogház- és a vasúti missziót. Felépíttette a Szent József Szeretetotthont, mely szegények és elhagyott öregek számára nyújtott biztos menedéket. 1937-ben pápai prelátussá nevezték ki.

### Püspöki kinevezése
A világháború második felében voltunk, s mi már világosan láttuk, hogy itt veszteni fogunk. Az orosz már nyomta vissza a német arcvonalat. Ekkor történt, hogy Zalaegerszegen jártam, s a plébánián szálltam meg, ahol az esperes plébános Pehm József volt. Már előzőleg is ismertem, mert eljött Érdre meglátogatni egy egyhetes papi tanfolyamot (több mint 1400 pap vett részt ezeken a tanfolyamokon abban az évben), s ott maradt egy napig. Most itt ültem vele szemben a plébánián, s csendesen beszélgettünk. Akkor még nem gondoltam, hogy mily sok közöm lesz hozzá majd akkor, amikor idegenül hangzó neve helyett föl fogja venni a magyarosan hangzó Mindszenty nevet. Ott és akkor ismertem meg József királyi főherceget, aki átutazóban meglátogatta a Habsburg-család egyik leghűségesebb hívét, a magyar legitimista mozgalom egyik leghűbb vezérét, a zalaegerszegi plébánost. Már akkor elgondolkoztam, hogyan lehet egy bármilyen formában való Habsburg-restaurációról komolyan tervezgetni, amikor az orosz tankok naponta 150-200 kilométerrel jöttek közelebb az országhoz, és egész Európa összeomlás előtt állott, és a bolsevizmus készült bevonulni az országba. Az erőviszonyoknak mily katasztrofális félreismerését és naivságot tételezett ez föl.
1942 augusztusában változtatta meg német eredetű családnevét – szülőfaluja, Csehimindszent után Mindszentyre. Az Országos Széchényi Könyvtár kézirattárában őrzik levelét Udvardy Jenőné boldogfai Farkas Margithoz (1888–1972) Révfülöpre, amelyet 1942. szeptember 10-én írt: „A névváltoztatás nagy gondot okozott. Ötven évig hordtam – úgy érzem becsülettel. Ha ismertek, ezzel ismertek. Most már az új név inkább a fejfámra kell. Legjobb esetben enged Isten tíz évet munkára, ez már naplemente tollnak, szónak... Megtettem. Németországban irtózatos propaganda folyik annak igazolására, hogy hazánkat nevek szerint németek lakják. Egy vezető zalai tisztviselőt felszólítottak neve után: lépjen a Volksbund-ba. Hosszú ideig vívódtam, megviselte a lelkemet. De ha ezt egyszer magyar érdeknek láttam, meg kellett tennem.”
1944. március 4-én XII. Piusz pápa veszprémi püspöknek nevezte ki. március 25-én az esztergomi bazilikában Serédi Jusztinián bíboros, prímás, esztergomi érsek szentelte püspökké. Hivatalát március 29-én, épp születésnapján foglalta el.
Püspöki jelmondatául a „Devictus vincit” (legyőzetve győz) mondatot választotta. Szigorú és következetes munkája során számos iskolát és plébániát alapított.

### A nyilasok börtönében
Amikor a nyilas hatalomátvétel után 1944. november 4-én Szálasi Ferenc esküt tett a Szent Koronára, az új nyilas hatóságok minden közalkalmazottól megkövetelték, hogy esküt tegyen a nyilas hatalomra. Ekkor készítette Mindszenty azt a tanulmányvázlatot, amelyben összefoglalta hitvallását, írásának címe: Juramentum non – nincs eskü. Alcíme: A forradalmat és az Egyházat egyszerre szolgálni nem lehet. Amikor a front elérte a Dunántúlt, Apor Vilmos győri, Mindszenty József veszprémi, Shvoy Lajos székesfehérvári püspök és Kelemen Krizosztom pannonhalmi főapát a Dunántúl főpásztorainak memoranduma volt az a tiltakozó levél, amelyet az ország elpusztítása és a zsidóüldözés ellen fogalmaztak meg. Mindszenty püspök a harcok beszüntetését követelő, Dunántúl főpásztorainak memoranduma címet viselő iratot 1944. október 31-én személyesen adta át a nyilas kormánynak.
A Sztójay kormány 1944 júniusában gettóba záratta a zsidókat. A könyörtelen intézkedésre az Egyház azzal válaszolt, hogy védelmébe vette az üldözötteket. A Püspöki Kar igen erélyesen tiltakozott az új hatalomnál és körlevélben is tudomására hozta az egész ország közvéleményének felfogását. (…) Közbenjárásunknak köszönheti a budapesti zsidóság, hogy nagy részben megmenekült a gázkamrától. A püspöki kar állásfoglalása után az egyházi intézmények minden rendelkezésükre álló eszközzel, a papok és apácák pedig életük és szabadságuk veszélyeztetésével is védelmére siettek az üldözötteknek, és pedig mind a megkeresztelt, mind a meg nem keresztelt zsidóknak …
…Budapesten megpróbáltam összehívni a Felsőházat, hogy a rendkívül súlyos helyzetben megtárgyaljuk a lehetséges magatartást. De nem találtam egyetlen püspököt sem Budán. A világi tagok pedig dermedten, egyik napról a másikra tengették életüket a náci megszállás és a nyilaskeresztes terror tetőfoka idején. Apor püspök velem együtt úgy gondolta, hogy a fanatikus eszméiktől megszállott nyilas vezetőknél aligha fogunk eredményt elérni, mégis úgy találtuk, hogy a nemzet és híveink védelmében vállalnunk kell történelmi felelősségünket. Memorandumunkat a négy főpásztor aláírásával ellátva magam vittem személyesen Budára.
 Két hét múlva papjaival együtt letartóztatták. A memorandum négy aláírója a nyilasok célkeresztjébe került. Mindszenty 1944. december 22-én került a sopronkőhidai fegyházba 26 pappal és kispappal együtt, és a háború utolsó karácsonyát is ott töltötte.
Az alkotó ember, aki feloldódik a közösségben és alkotásai lázában, annak nincs ideje magára gondolni. Eszembe jutott Veszprém felé menet, amit Sopronban hallottam, azon a helyen, ahova a nyilasok a veszprémi püspököt internálták. A nyilasok pünkösdi királysága 1945 januárjában vége felé járt. Egy késő este az internáltak parancsot kaptak, hogy a Hubertus-hegy útját szabaddá kell tenni a hótorlaszoktól, mert sebesülteket hoznak. (Valójában a nyilasok a maguk menekülésére akarták az utat biztosítani.) Mindszenty püspök huszonhét papjával estétől hajnalig hányták a havat. A püspök lázas beteg lett, mert lyukastalpú cipője átnedvesedett. Most derült ki, hogy egy lyukastalpú cipővel indult neki a négyhavi internálásnak.
Sopronkőhidán raboskodott, majd december 29-én boldog Apor Vilmos vértanú püspök közbenjárására átvitték a Isteni Megváltó Leányai apácarend soproni kolostorába és házi őrizet alatt tartották. Itt nyerte vissza szabadságát a szovjet csapatok 1945. április 1-jei bevonulásakor. 1945. április 20-án tért vissza püspöki székhelyére, Veszprémbe.

### Érseki kinevezése
1945. március 29-én súlyos cukorbetegségben elhunyt az esztergomi érsek, Serédi Jusztinián hercegprímás. 

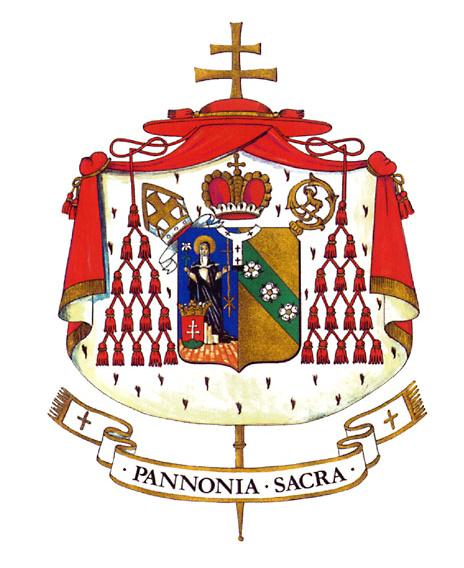
Érseki címere, melyben a pajzs ketté osztott mezejében bal oldalon Árpád-házi Szent Margit; jobb oldalon a Pehm család címeréből átvett arany hattérben zöld harántpólyán elhelyehezkedett 3 fehér rózsa. A főpásztori jelmondata: Pannonia Sacra (Szent Magyarország)

A pápa kérésére Nagy Töhötöm négy-fogadalmas jezsuita szerzetes, a KALOT (Katolikus Agrárifjúsági Legényegyletek Országos Testülete) elnökhelyettese készítette el az esztergomi érseki szék betöltésére szóló javaslatot, aki első helyen Mindszenty József veszprémi püspököt nevezte meg, felsorolva pozitív és negatív tulajdonságait egyaránt. 1945. szeptember 8-án XII. Piusz pápa esztergomi érsekké nevezte ki. Két nap gondolkodási idő után alávetette magát a pápai akaratnak, és 1945. október 7-én Esztergomban beiktatták új hivatalába.
1946. február 21-én nevezték ki bíborossá. Amikor a pápa a fejére helyezte a bíborosok kalapját, így szólt hozzá: „A 32 közül te leszel az első, akinek vállalnod kell a bíbor színnel jelzett vértanúságot!” Az 1947-48-ra meghirdetett Boldogasszony-év ünnepségein néha százezres tömeg előtt mondott szentbeszédet. Folytatta a politikai küzdelmet és elítélte a németek kitelepítését, a katolikus sajtó korlátozását, ezáltal egyre inkább az antikommunista magyar politika vezéralakjává vált. Síkra szállt a kereszténydemokráciáért, a keresztény erkölcsi törvényeken alapuló társadalomért, amit egyetlen lehetséges alternatívaként tudott elképzelni szemben a kommunista és a magyar baloldali pártok által hirdetett szocializmussal és népi demokráciával.

### A második világháborút követő közéleti tevékenysége
A második világháborúban vesztes Magyarország a szovjet érdekzónába került. Az 1947-es magyarországi országgyűlési választás alkalmával hatalomra jutott Magyar Kommunista Párt programjában fontos elem volt a tudatosan megszervezett egyházellenes és egyházromboló tevékenység, ezért a szovjet szocialista rendszerre való áttérés során ideológiai támadásokat indítottak az egyházak ellen. A világháborút követően, a közvetlenül Moszkvából érkezett kommunisták („moszkoviták”) a Rákosi-Gerő-Farkas triumvirátus vezetésével kíméletlen és sematikus szovjetizálást készítettek elő Magyarországon.
A világuralomra törő, kardcsörtető, atomháborúval fenyegető imperialista táborral szemben áll, a demokrácia tábora, a Szovjetunióval az élén; ez a tábor a demokratikus haladást, a békés fejlődést és a nemzetek önállóságát védi, szemben áll minden háborús uszítással és minden erejét népei fölvirágoztatására fordítja. A mi ellentétünk Mindszentyékkel szemben abból származik, hogy mi kiosztottunk 700.000 földnélküli között a grófok és a püspökök földjét, ők pedig el szeretnék kergetni az újgazdákat, béreseket, és zselléreket csinálnának belőlük, és a földet visszaadnák az Esterházy hercegeknek, no meg önmaguknak is. Bennünket minden tettünkben nemzetünk fölemelése, népünk alázatos szolgálata vezetett, ebben van erőnk és ez biztosítja számunkra a jövendő sikereinket is, és még egy titka van a mi eredményeinknek: az, hogy amit ígérünk, be is tartjuk.
Ezeket a nyilvános támadásokat Mindszenty igyekezett következetesen visszaverni. Mindszenty bírálta az ország közállapotának fokozatos romlását és a politikai rendőrség féktelen terrorját, a kommunisták a politizálás vádját emelték ellene. A bíboros Pázmány Péter szavaival utasította vissza a vádat. „Senki sem tilthat el attól, hogy nézeteimet az ország közügyeiről szabadon elmondhassam. Kötelességem az ország jogai és szabadsága felett őrködni.” A főpap letartóztatását Rákosi egyre durvábbá váló fenyegetőzései vetítették előre: „Hogyha Mindszentyvel az egyház nem csinál valamit a legközelebbi hetekben, akkor majd csinálunk mi, és ha egyszer kézbe vesszük a fiatalembert, akkor Róma kapálózhat, mert a magyar demokrácia stabilitásának jele, hogy mit csinál azzal az emberrel. És nekünk meg kell mutatni, hogy ez a rendszer stabil, nem lehet velünk tréfálni.”
Mielőtt a magyar kormány képviselői leültek volna a református és evangélikus egyház képviselőivel tárgyalni, ezek az egyházak előzőleg egy nyilatkozatban leszögezték, hogy ők a köztársaság hívei és helyeslik a demokrácia intézkedéseit, a földosztást és az államosítást. A katolikus egyház vezetőinek többsége – elsősorban Mindszenty (Pfúj, le vele, fütty, hosszú tüntetés.) esztergomi prímás – hallani sem akar egy ilyen nyilatkozat kiadásáról. Ők ma is Habsburg-pártiak, királypártiak s ezért gyűlölik a köztársaságot és a demokratikus népuralmat. (Ki velük!) Ők nem akarják elismerni a földosztást, amely nemcsak a hercegek és grófok, de az érsekek és püspökök ezer és tízezer holdjait is odaadta a parasztoknak és hasonló az álláspontjuk az államosítással szemben is. Ezért nem hajlandók olyan nyilatkozatot adni, mint amit a többi egyházak önként már megtettek. Mindjárt hozzátehetem, hogy a Horthy-rendszer idején nem kellett őket hűségnyilatkozatokra nógatni. Amikor Mindszenty, illetve akkor még Pehm József (Le vele, pfúj.) Zalaegerszegen Imrédyt díszpolgárrá választotta, beszéde csak úgy zengte Hitler, Mussolini, Horthy dicséretét. (Pfúj, le vele, fütty.) Ma nincs egy elismerő szava az újjáépítés kiváló munkás hőseiről, azokról a hallatlan erőfeszítésekről, amellyel a földművesek, az újgazdák, a falu szorgalmas földműves népe begyógyította a háború sebeit, ellenkezőleg mindent megtesz, hogy eltávolítsa őket a demokráciától – de tíz évvel ezelőtt külön erre a célra összehívott papi értekezleten nyugtatta meg a nyilasokat, hogy nincs mit tartaniuk az olyan papoktól, mint amilyen ő. (Fütty, le vele.) Hasonló szellem fűti a katolikus egyházfők zömét. Ezek az urak most is arról álmodoznak, hogy a külső és belső reakció segítségével megdönthetik a köztársaságot, visszaveszik a paraszttól a földet, visszaadják a grófoknak, a hercegeknek és persze önmaguknak is. (Fütty.) Elveszik a gyárat az államtól, a munkásigazgatóktól és visszaadják a Fellnernek, az Ullmannak, meg a többieknek. (Gyárat vissza nem adunk!) És ezeknek a kezében van a magyar iskolák zöme. E népellenes beállítottságuknak megfelelően ezekben az iskolákban üldözik a demokratikus tanítókat és üldözik a demokratikus diákokat is. Nem fogadják el a demokrácia tankönyveit és minden módon meggátolják, hogy a felszabadulás, az új idők szelleme bevonuljon az iskolákba. A magyar demokrácia fejlődése folyamán most érkezett oda, hogy ezen a téren is rendet csináljon.

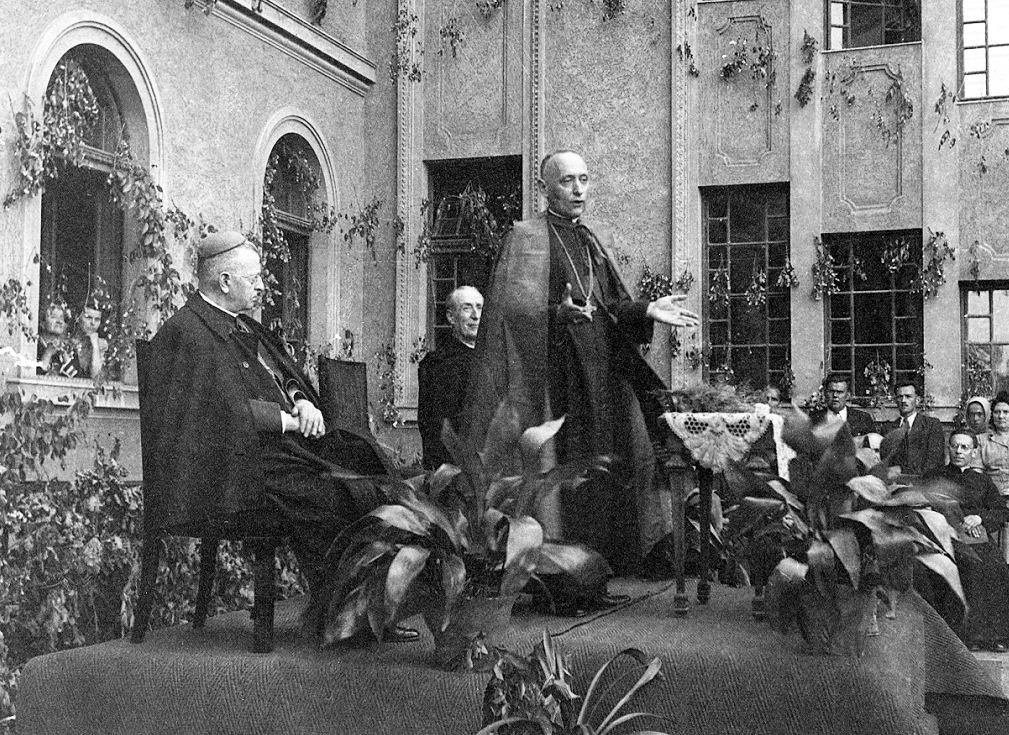
Mindszenty József bíboros a dombóvári gimnázium udvarán 1947. május 17-én

1948. december 19-én a Szabad Népben megjelent Cavallier József, Kodály Zoltán és Szekfű Gyula aláírásával egy Mindszentynek címzett levél, amelyben, ahogy írták „fájdalmas szorongással vártuk Eminenciád olyan szavait, amelyekkel elismerné a magyar nép négy esztendős példátlan erőfeszítéseit, elismerné a négyéves munka ama nagyszámú mozzanatait, amelyek elősegítik az Evangélium szociális tanításának megvalósulását, és elismerné azt az új állami berendezkedést, amely megindult azon az úton, hogy a szegénnyel és [s] elnyomottal szemben is érvényesüljön a Justitia, az igazságosság elve, a társadalmi berendezkedés biztos alapja.” A bolsevik propagandagépezet mindent elsöprő kampányának hatására a főpap ellen növekedett a felháborodás.

### Letartóztatása és megkínzása
1948. december 26-án hűtlenség, kémkedés, a köztársaság megdöntésére irányuló bűncselekmény és valutaüzérkedés gyanúja alapján a rendőrhatóság őrizetbe vette és letartóztatták. A házkutatás befejezése után az elé tett jegyzőkönyvet nem írta alá. A bíborosok nemzetközi tekintélyére és jogállására hivatkozva tiltakozott a házkutatás önkényes végrehajtása ellen. A hírhedt ÁVH központban, az Andrássy út 60-ban megkezdték kínzását és kihallgatását. XII. Piusz pápa 1949. január 2-án levelet küldött a magyar püspöki karhoz. Az Acerrimo Moerore kezdetű levelet Mindszenty József bíboros, esztergomi érsek kínzása és bebörtönzése kapcsán írta.

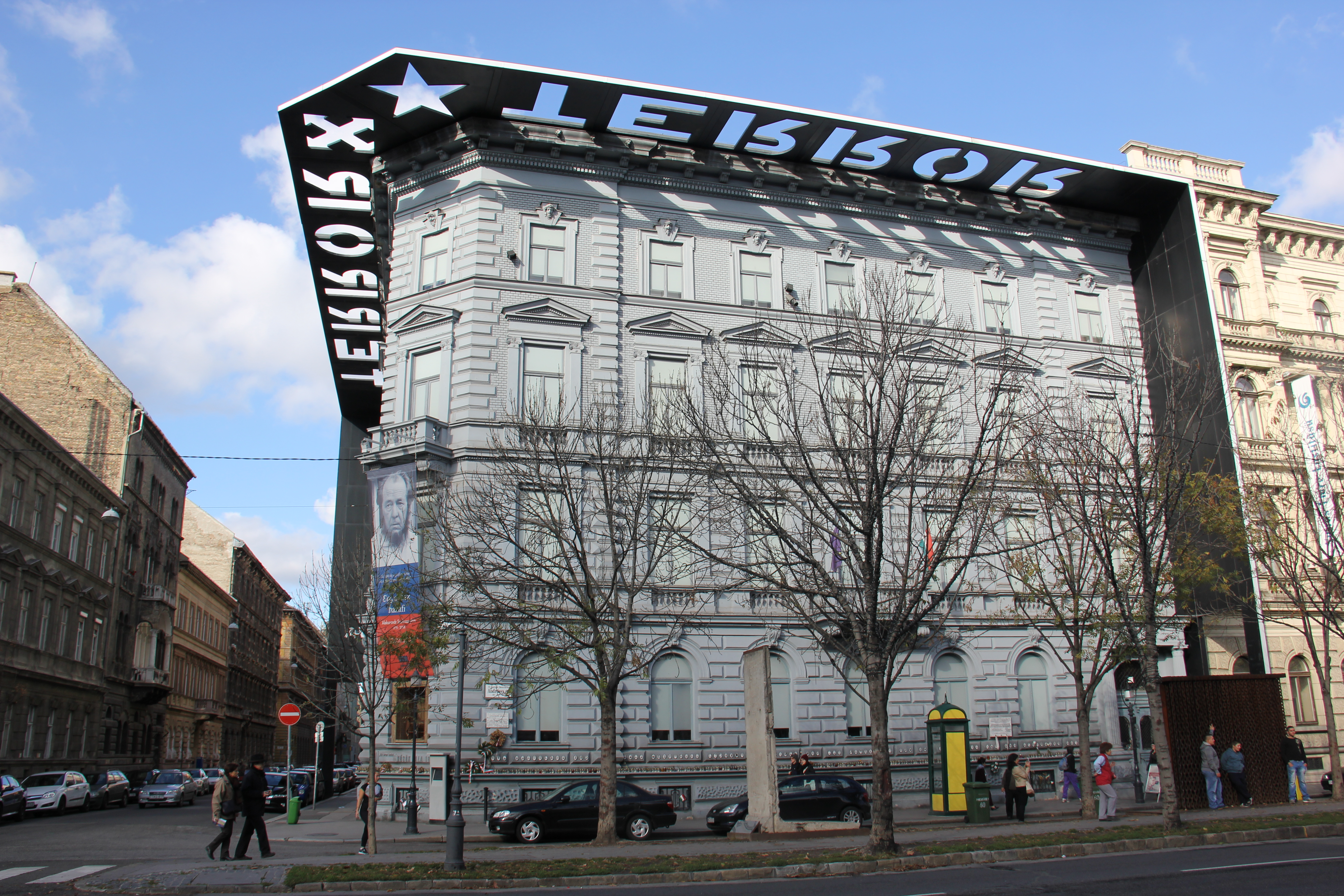
Az Andrássy út 60. az ÁVH székháza volt, ma a Terror Háza Múzeum épülete

Az Államvédelmi Hatóság nyomozói és a szovjet tanácsadók gyakorlatában használatos pszichotróp szerek, szkopolamin vagy Scopomorphium, actedron hatása alatt minden ellene felhozott vádat elismert, így a kifinomult kommunista vallató gépezet teljes bizonyossággal fenntartathatta a beismerő vallomást a vádlottal a látványos per tárgyalótermében is, akár a legnagyobb nyilvánosság előtt. A börtönorvosok azonban ismerték, hogy a bíboros évtizedek óta gyógyíthatatlan pajzsmirigy autoimmun betegségben (Basedow-kór, golyva) szenved, ezért nem kockáztatták meg, hogy a főpap súlyos, életveszélyes testi állapotban álljon a bíróság előtt. Testi és lelki kínzásának irányítója Décsi Gyula államvédelmi alezredes volt. 
Éjjel 11 óra. Megint kihallgatásra visznek, 72 órás nem alvás és az állandóan megismételt gumibotozások után. A vallatás tárgya egész éjjel az összeesküvés és kémkedés. Most már teljesen magamra maradtam, kimerülten és elcsigázottan. Egyedül kell érvelnem, amikor újra és újra elém rakják aláírásra a hegymagasságúvá nőtt jegyzőkönyvkötegeket. Amíg az aláírást megtagadom, Décsi alezredes éjjelenként 2-3 ízben is átad a kínzómnak, aki felugrik, visz a cellámba, levetkőztet, leteper és kéjes gyönyörűséggel záporozza rám az ütéseket. Fizikai megtörésemre szolgál egy másik kegyetlen módszer is, nem engednek aludni.
„Én partizán voltam!” beszél ugyan magyarul, de az arca nem magyar. Gyűlöletét már régóta gyűjthette ellenem. Nézni sem jó romlott, gyűlölködő arcát. El is fordulok. A mozdulatából azt sejtem, hogy kissé eltávolodik tőlem. Egyszerre nekem fut és csizmájával, egész erejével belerúg födetlen gerincembe. Ő is, én is a szemközti falnak esünk … Luciferi örömmel arcán, pihegve mondja: „Életem legboldogabb pillanata volt ez.” Most újra az őrnagy jön be. Kiküldi a partizánt, gumibotot vesz elő. Legyűr vízszintesen és elkezd ütlegelni. Talpamon kezdi és megy mindig feljebb.

### Kényszer hatására cselekedtem (latinulcoactus feci)
Az ÁVH által foglalkoztatott két írásszakértő, Sulner László és felesége Fischof Hanna tanúsították, hogy ők maguk hamisították a per okmányait, s hogy tudomásuk szerint Mindszentyt a vallatások heteiben és a tárgyalás alatt vegyszerekkel preparálták. Mindszenty saját kezűnek feltüntetett vallomásait is ők hamisították.
Beküldtem egyszer Mindszenty jegyzőkönyvét olyan aláírással, hogy neve alatt c. f. volt. Rákosi Mátyás megkérdezte, mit jelent a c.f. Azt válaszoltam, „valami vallási marhaság”. „Nem! Ez nem vallási marhaság, hanem azt jelenti, egy szó sem igaz.” Visszamentem. Behozattam Mindszentyt [odahívattam Décsit, aki tud latinul]. Décsi jelenlétében megkérdeztem, a c. f. mit jelent. Mindszenty bevallotta, hogy kettős értelmezése van. Rákosi Mátyásnak igaza volt.

### Mindszenty-per
Az 1949. február 3. és február 8. között a Budapesti Népbíróság a IX. 254/1949 számon lefolytatott koncepciós perben Mindszentyt életfogytig tartó fegyházra ítélték. Az utolsó szó jogán, békét kért az egyházának, a magyar államnak és a lelkének. 
Tisztelt Népbíróság!

Az utolsó szó jogán egy férfiú áll a magyar népbíróságnak a színe előtt, jelentős országos állásban és vádaktól terhelten. Félévszázados adottsággal állok itt, egy határozott neveléssel és alapelvekkel. Ez a nevelés és ezek az alapelvek ugyanúgy vannak beépítve egy emberi életbe, mint ahogy a földre rá van építve a vaspálya. Ez a vaspálya visz és megmagyaráz sok mindent. Hálát adok az Istennek, hogy életem folyamán a jó szándékot nem veszítettem el. Reám a II. világháborús összeomlás után egy nehéz történelmi szerep várt, s ez abban állott, hogy nekem kellett az Evangélium összefogó világosságának és szeretetének a meghirdetője lenni. Ma reggel ez az imádság jött az ajkamra: Da pacem Domine in diebus nostris, in diebus istis! – Uram, adj békét ezekben a napokban! Nem a közeli vagy távol-jövőbe, hanem érdekes, ez az ősi imádság azt mondja: ezekben a napokban. S ezt a békét én kértem az én Egyházamnak, amelynek szeretetét elhoztam ide is. Ezt a békét kértem a magyar államnak, amely iránt való engedelmességemet megmutattam; s ezt a békét kérem a magam lelkének is.…
A Mindszenty-perben Olti Vilmos vérbíró által elítélt egyházi és világi személyek:
- Mindszenty József bíboros, hercegprímás – életfogytiglani fegyház
- Dr. Baranyay Gyula Jusztin ciszterci szerzetes, egyházjogász, egyetemi tanár – 15 évi fegyház
- galántai herceg Eszterházy Pál – 15 évi fegyház
- Dr. Ispánki Béla egyetemi lelkész – életfogytiglani fegyház
- Tóth László újságíró – 10 évi fegyház
- Zakar András érseki titkár – 6 évi fegyház
- Nagy Miklós pap, költő, író[72] A.C. titkár – 3 évi börtön

Mindszentyre vitathatatlanul könyörtelenül és igazságtalanul lesújtott Rákosi és elvbarátai bosszúvágya, holott biztos, hogy a bíboros nem Washington és nem a Vatikán utasítására vállalta föl a politikai oppozíció szerepét, akármennyire is igyekezett a vád képviselője ennek ellenkezőjét alátámasztani abszurd túlzásokkal és kreált bizonyítékokkal. Mindszenty mindezt a maga konoknak is nevezhető meggyőződésével tette, egy világpolitikai fordulat reményében.
XII. Piusz pápa 1949. február 12-én kiközösített mindenkit, aki részt vett Mindszenty elítélésében. Az Acerrimo Moerore kezdetű apostoli levelében nyilvánosan elítélte a bíboros bebörtönzését, és kiemelte a per során tanúsított nem megfelelő bánásmódot.
Rómaiak, kedves fiaim és leányaim!
Az Örök Város hívő népe súlyos fájdalmas órában újra püspökéhez és atyjához sietett. Ismét úgy tűnik fel, mintha ez a két büszke oszlopsor alig tudná gigászi karjaival átölelni azt a tömeget, amely mint egy ellenállhatatlan erőtől hajtott hullámverés, egészen a vatikáni bazilika küszöbéig ér fel, hogy itt az egész katolikus világ középpontjában részt vegyen az engesztelő szentmisén és hogy kifejezést adjon érzelmeinek, amelyekkel telve van a lelke. Az az egész kultúrvilág által elutasított ítélet, amelyet ott a Duna partján hoztak a római Anyaszentegyház egy kimagasló bíbornoka ellen, itt a Tiberis partján az Örök Városhoz méltó tiltakozó kiáltást váltott ki.
Betegsége és a hatalmas nyugati külpolitikai nyomás miatt 1955. július 14-től házi őrizetbe került, előbb Püspökszentlászlón július 17.–november 1. között a helyi püspöki kastélyban, majd rövid ottani fogva tartás után november 2-ától a felsőpetényi Almásy-kastélyban, amelyről a Püspöki Kar is tudott.

### 1956-os forradalom alatti tevékenysége

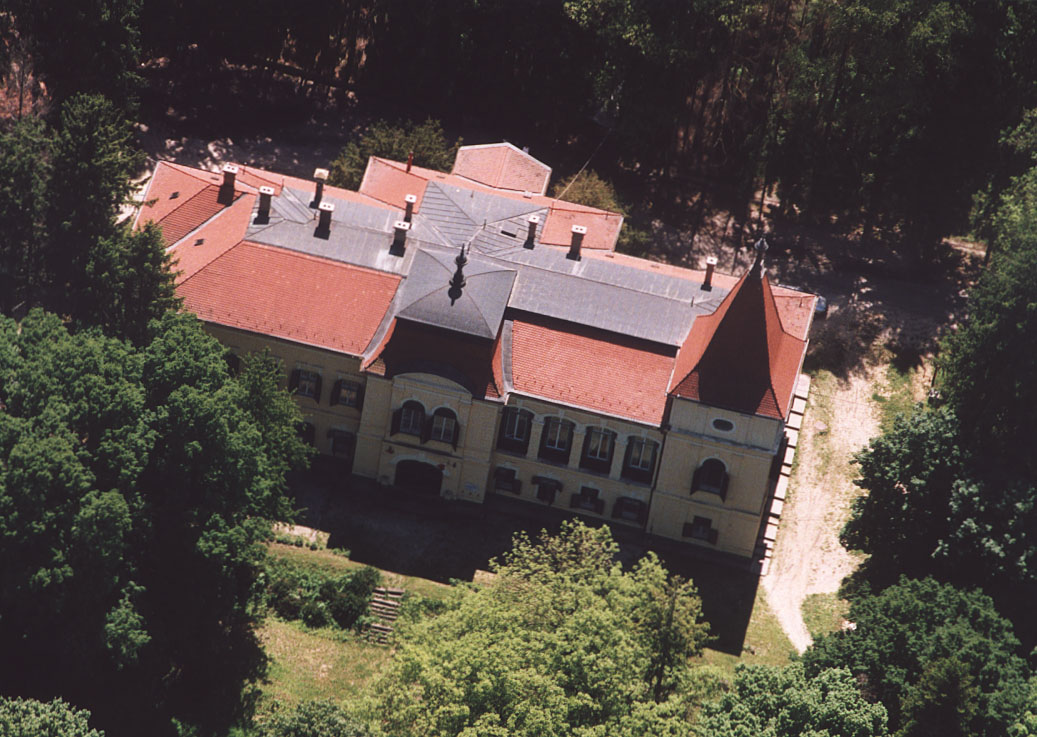
A felsőpetényi Almásy-kastély, évek óta zárva, nem látogatható

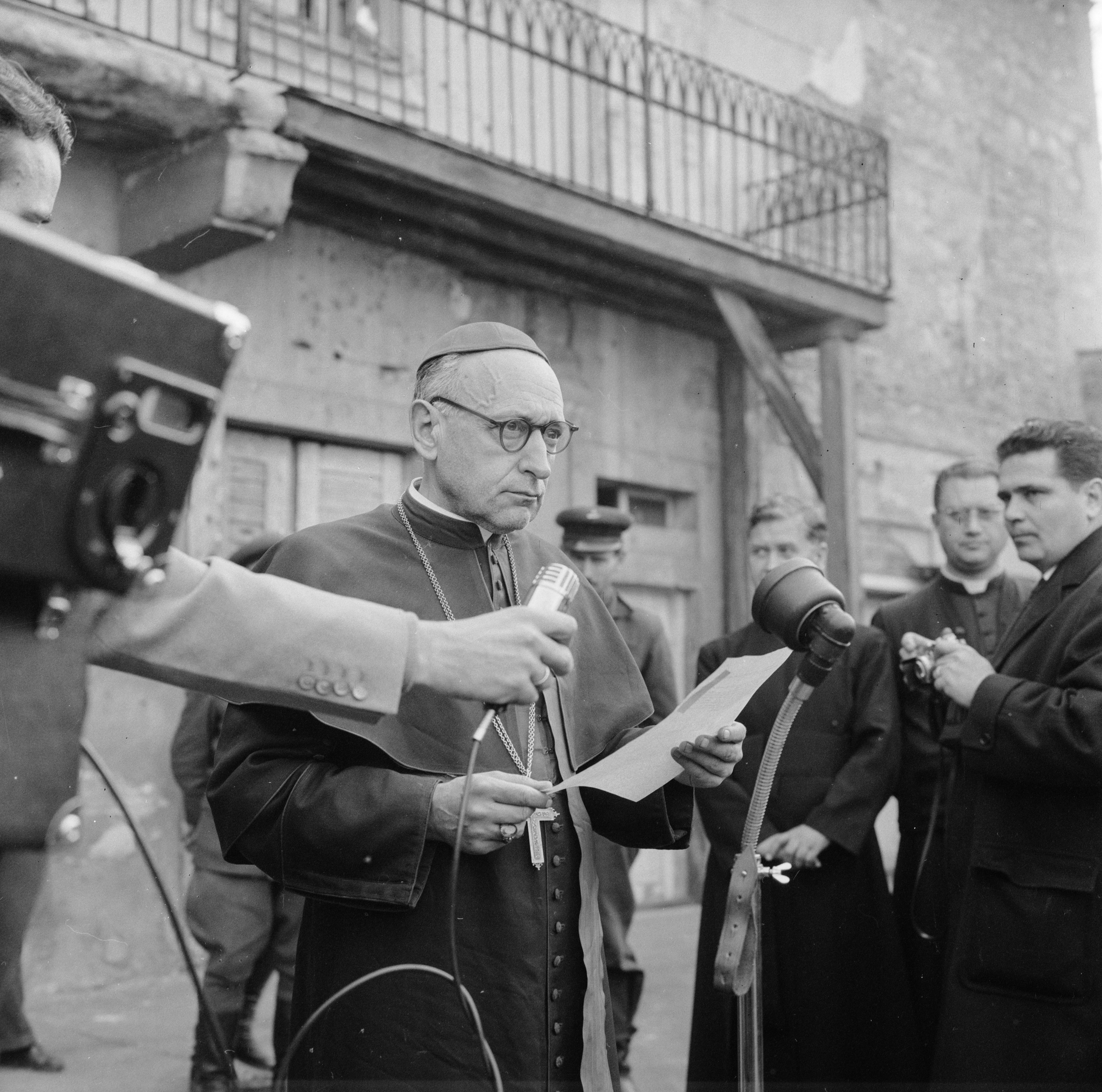
Mindszenty november 1-jén a kiszabadítása után tartott sajtókonferencián

A bíboros az 1956-os forradalom és szabadságharc kitörése után október 30-án szabadult ki az ÁVH-s őrség által biztosított házi őrizetéből a felsőpetényi kastélyból. A kiszabadulás egyik verziója szerint az Újpesti Nemzeti Bizottság fegyveres csoportot küldött Mindszenty József bíboros kiszabadítására, közben a felsőpetényi ÁVH-ás őrség is forradalmi bizottságot választott, és közös döntéssel megszüntették a bíboros őrzését. A rétsági harckocsizó ezred Forradalmi Katonatanácsának elnöke Pálinkás (Pallavicini) Antal őrnagy, az ezred akkori törzsfőnöke Molnár Bertalan és Deák János hadnagyokkal Felsőpetényből Rétságra vitte a bíborost. A másik forrás szerint az ÁVH-s őrség az ÁVH feloszlatásának bejelentése után, számítva valamilyen fegyveres kiszabadító csoport érkezésére, félt a felkoncolástól, ezért gyors katonai tanácsot tartott. Az őrzés megszüntetéséről határoztak, majd közölték a bíborossal, hogy szabadon távozhat. Az idős Mindszenty este, egyedül nem kívánta elhagyni a kastélyt. A helyzet feloldására az ÁVH-sok vezetője telefonon segítséget kért a rétsági laktanya vezetőjétől, Pálinkás (Pallavicini) Antaltól, küldjön katonákat a bíborosért, és átmenetileg helyezzék el a rétsági laktanyában. A négy katona kiérkezéséig az ÁVH-s őrség eltávozott. A laktanyába kísért bíboros ott találkozott először Pálinkás (Pallavicini) őrnaggyal.
A másnapi újságok úgy jelentek meg, hogy Pálinkás őrnagy szabadította ki a bíborost. Pálinkást a forradalmat követő megtorlás során 1957. december 10-én kivégezték, perében az egyik fő vádpont a kiszabadításban való részvétel volt.
A bíborost a laktanyából október 31-én reggel 6 órakor ujjongó közönséggel körülvéve Budapestre kísérték. November 1-jén rövid sajtónyilatkozatot tett, amiben közölte, hogy szabad, és az eseményeket nemzeti szabadságharcnak minősítette. Ezt követően újra egyháza élére állt.
…örömmel vettük tudomásul, hogy szeretett fiainkat. S. Wyszynski bíborost, Varsó érsekét, valamint Mindszenty József bíborost, esztergomi érseket, akiket a múltban eltávolítottak székükből, visszaállítottak méltóságukba és felelős hivatalukba, ahol örvendező tömegek fogadták őket diadalmas üdvözléssel, miután ártatlannak és igazságtalanul megvádoltnak jelentették ki őket. Reményt táplálunk aziránt, hogy ez jó előjele mindkét országban az újjászervezésnek és a béke megteremtésének, az eddiginél józanabb és tökéletesebb elgondolás alapján. Ezért még egyszer azzal fordulunk ezen országok valamennyi katolikusához, hogy hozzák összhangba erőiket, csoportosuljanak törvényes pásztoraik köré és így szorgalmas munkával ennek a szent ügynek továbbvitelére és megerősítésére szenteljék magukat. Mert ha egy ilyen alkalmat elszalasztanak, akkor sohasem fogják tudni elérni az igazi békét.…

### 1956. november 3-án elmondott rádiószózata
Az 1956-os forradalom utolsó napjaiban rádióbeszédeket mondott, budavári rezidenciáján fogadta a külföldi delegációkat, és azonnal fölmentette hivatalukból a kommunistákkal kollaboráló papokat. November 3-ai rádióbeszédében nem nyitott frontot a kommunista Nagy Imre vezette kormány ellen, de annak tagjait a „bukott rendszer örököseinek” nevezte.
… Most történt először a történelem folyamán, hogy Magyarország a többi kultúrnép valóban hathatós rokonszenvét érdemli. Mi meg vagyunk illetődve s egy kis nemzet minden tagja szívből örül, hogy szabadságszeretetéért a többi nép felkarolja ügyét. A Gondviselést látjuk benne, amely a külföld szolidaritása által valósul meg úgy, ahogy himnuszunk zengi: Isten áldd meg a magyart... Nyújts feléje védő kart.

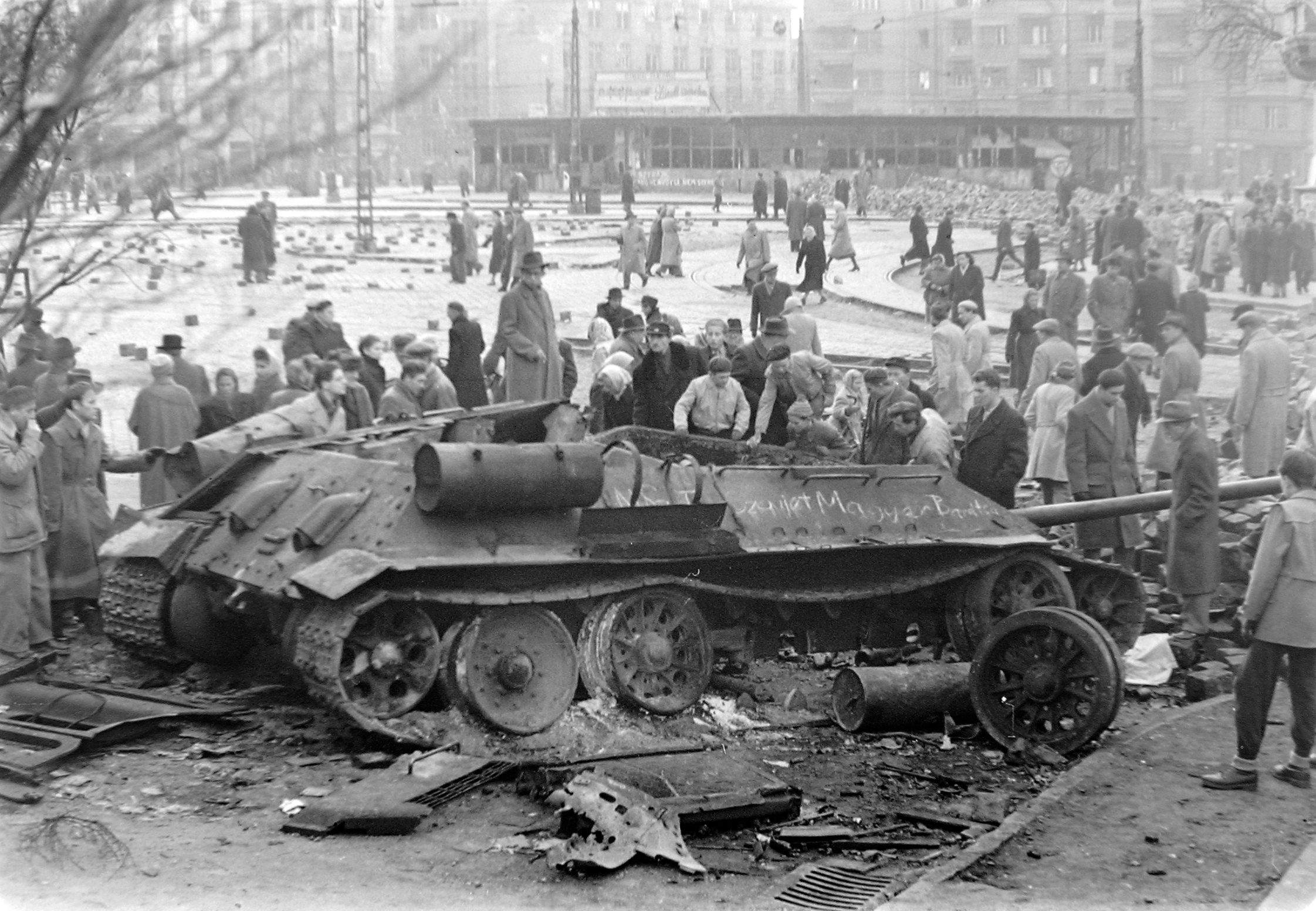
Szétlőtt szovjet T-34-85 harckocsi a budai Móricz Zsigmond körtéren 1956. október 26. körül

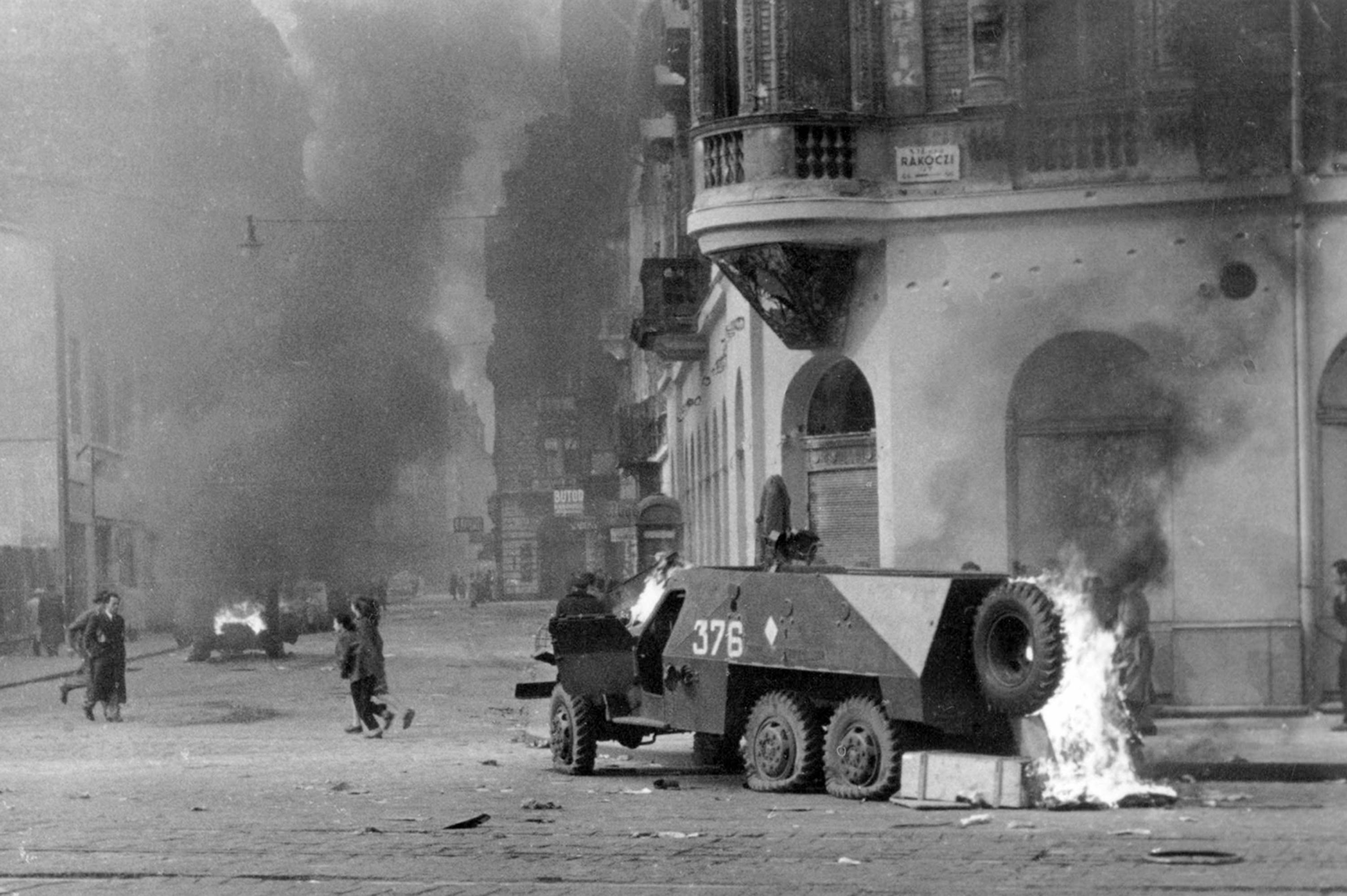
Budapest VII. Rákóczi út – Akácfa utca sarok. Égő szovjet BTR-152 páncélozott csapatszállító jármű

Himnuszunk így folytatódik: ha küzd ellenséggel. De mi rendkívül súlyos helyzetünkben is azt reméljük, hogy nincsen ellenségünk.…
…1945-től egy vesztett, számunkra céltalan háború után, erőszakkal épült ki az itteni rendszer, amelynek örökösei most a tagadás, megvetés, undor és elítélés izzó bélyegét ütik annak minden porcikájára. A rendszert az egész magyar nép söpörte el. Az örökösök ne kívánjanak erről még egy bizonyságot. A világon páratlan szabadságharc volt ez, a fiatal nemzedékkel népünk élén.…
Az 1956. november 3-i rádióbeszédét a szocialista propaganda évtizedeken át, mint a reakció bizonyítékát ismételgette, a kibontakozó politikai-ideológiai harcban az „egyházi nagybirtokok visszakövetelését”, hamisítva, mint a beszédben expressis verbis elhangzott kitételként idézték. A prímás beszéde azonban nem az egyházi birtokokat, hanem az egyház régi és bevált intézményeit követelte vissza, kifejezetten megnevezve a sajtót és a szerzetesrendeket. 1956. november 4-én az Országházban találkozott Tildy Zoltán, Bibó István és Vas Zoltán politikusokkal, majd titkárával, Turchányi Egonnal elindult Budára, az Úri utcában levő Prímási Palotába, amit ekkor még kiszabadítói, Pálinkás-Pallavicini őrnagy és katonái védtek, azonban a hidakat a szovjet katonai egységek ekkorra már lezárták, Budapestet ellepték a szovjet tankok. A forradalmat és szabadságharcot vérbe fojtották.

### Az amerikai nagykövetségen
A bíboros november 4-én hajnalban az amerikai követségen kért menedéket, és azt meg is kapta. A döntés nehéz volt, mert a nemzetközi jog értelmében a nagykövetségek ilyen menedékjogot nem adhatnak, és az amerikai gyakorlattal is szemben állt ez a lépés. Jól mutatja ezt, hogy a korábban éveken át szovjet fogságot elszenvedő Kovács Béla is hasonló módon kért menedéket november 4-én, de azt nem kapta meg. A bíboros tartózkodása a nagykövetségen nem jogi, hanem politikai döntés eredménye volt, ex lex állapotot jelentett, ami az amerikai fél számára is kényelmetlen volt, ugyanakkor hosszú időre közvetett beleszólást biztosított az amerikai félnek a magyar belpolitikába.
Az Egyesült Államok kormányának hivatalos álláspontja az volt, hogy Mindszenty ügyébe nem avatkoznak bele, mert szerintük az szigorúan a magyar kormányra és a Vatikánra tartozik, az amerikai követség pusztán menedéket nyújt neki. A követség kezdetben arra is felkészült, hogy a magyar hatóságok erőszakkal behatolnak az épületbe és kihozzák Mindszentyt; Washington utasítása szerint ilyen esetben nem lett volna szabad ellenállni. A védelem ellenére ez a státusz újabb bezártságot jelentett számára, hiszen végig kontroll alatt állt, személyes egyházi és világi levelezését szigorúan korlátozták. Rendszeresen leveleket írt viszont az aktuális amerikai elnöknek, és ezekre időnként választ is kapott. 

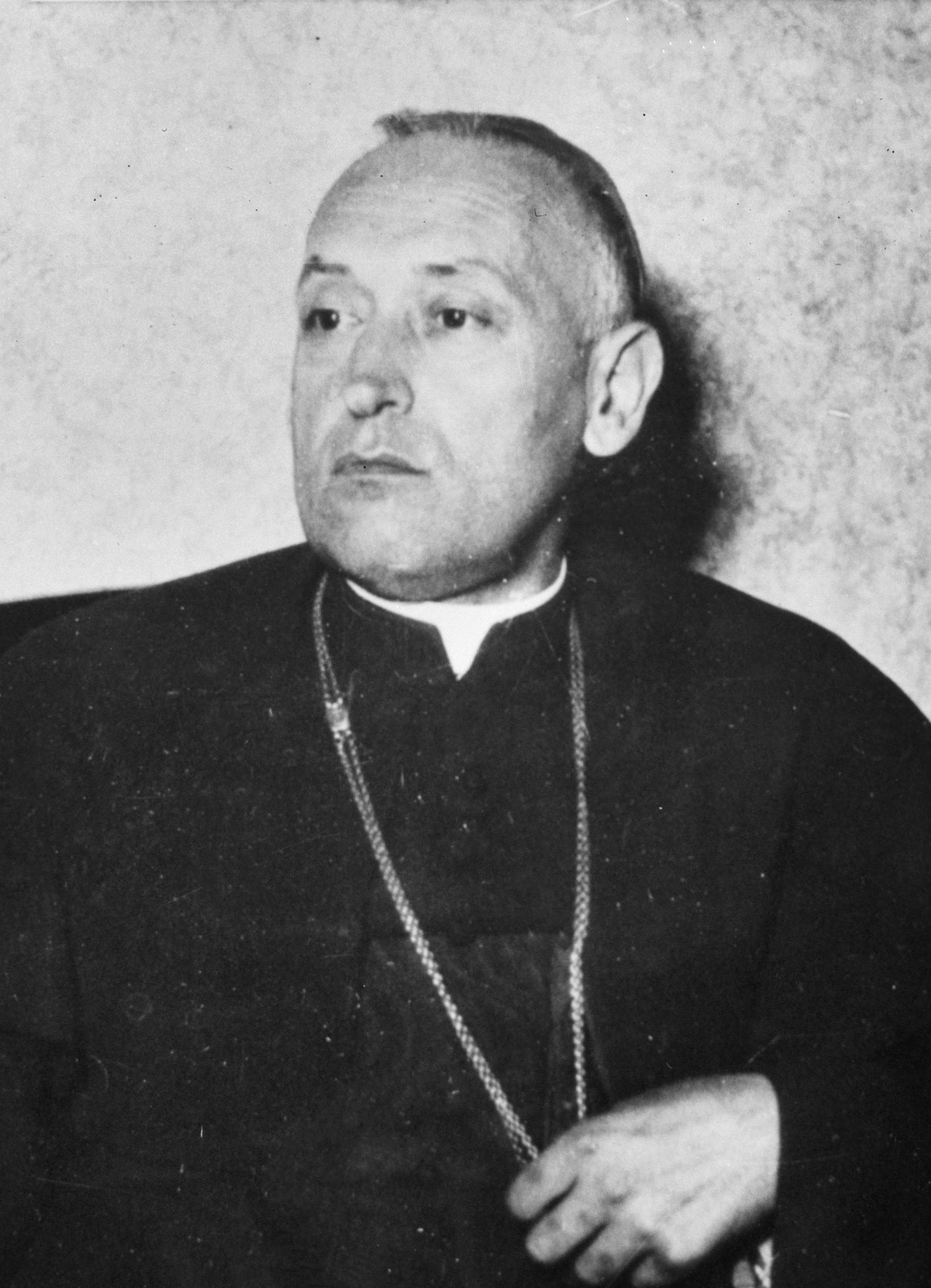
Minszenty bíboros 1962-ben

A történészek szerint az 1963-as közkegyelemben szerepe volt Mindszenty bíborosnak is, aki a budapesti amerikai követségről küldött leveleiben folyamatosan tájékoztatta a washingtoni politikusokat a magyarországi helyzetről. Természetesen a szocialista Magyarország és a Vatikán közeledése és meginduló tárgyalásai is közrejátszottak az olvadásban, a diplomáciai találkozókon ugyanis szóba került a hazai politikai foglyok helyzete.
1961. február 10.

Kedves Mindszenty bíboros!
Most, miután átvettem elnöki feladataimat, üdvözletemet küldöm Önnek, és biztosítom teljes és megértő együttérzésemről helyzetével kapcsolatban. Az amerikai követség vendégszeretete továbbra is rendelkezésére áll, s kormányunk szívesen nyújt továbbra is menedéket Önnek, amíg csak személyes biztonsága és szabadsága ezt megkívánja.

Tisztelettel:

John. F. Kennedy [s. k.]
Magyarország hercegprímásának a világon páratlan, egyedülálló alkotmányos szerepe van, és a jelenlegi alkotmányos és törvényen kívüli szakadékban Magyarországon kell maradnia, s vendéglátóm engedélyével itt, a követségen.
1964 augusztusában levelet írt Lyndon B. Johnson amerikai elnöknek a Szent Korona ügyében.
…Bizalommal kérem Elnök Urat, mentse meg a koronát. A szent koronát az új magyar kereszténység kapta Szilveszter pápától 1001-ben Szent István, az első magyar király számára. Csaknem ezer éven át minden magyar királyt ezzel koronáztak meg. Ez hazánk és kereszténységünk ősi mivoltának pecsétje, a világon egyedülálló keresztény és alkotmányos szimbólum. A magyar integritás megtestesítője a két igazságtalan békeszerződés után, amelyek tönkrezúzták a legtökéletesebb történeti, geológiai, gazdasági és kulturális egységet, a magyarok abszolút többségét ebben az országban a magyarok és az elszakított nemzetiségek óriási kárára és boldogtalanságára, akik bár kisebbségben voltak, az „anyaországok” parlamentjeiben mégis azt vallották, hogy Magyarországon jobb volt (Radic, Trumbic, Hlinka, Juriga, Maniu, Slavicistb.). A szentkorona nem lehet az ateista bolsevikok tulajdona. Nem történhet meg, hogy a szentkorona a szovjetek vagy a csehek, románok, szerbek kezébe kerüljön, feldarabolják vagy eladják egy aukción, és az árát szétosszák. Ugyanígy nem kerülhet a magyar bolsevikok kezei közé sem. Ez példátlan botrány lenne.…

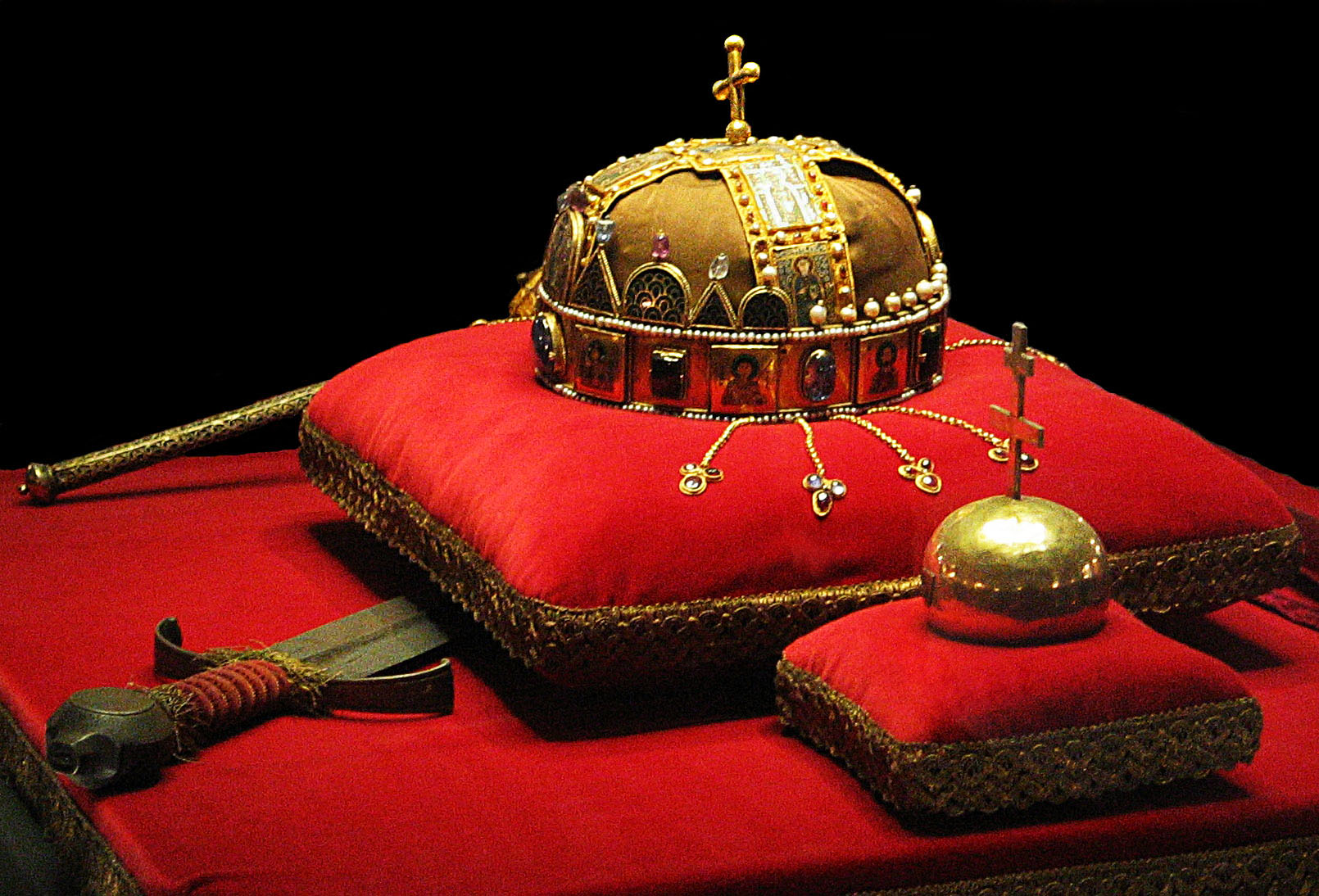
A Szent Korona, 1951-től 1978-ig a koronát az USA Kentucky államában, Fort Knox katonai támaszponton tárolták csaknem három évtizeden át

Kun Miklós szovjetszakértő szerint Moszkva titkosszolgálati akciót is előkészített Mindszenty „kiemelésére” az amerikai nagykövetségről. Az akció megszervezésére volt partizánvezetőkből, neves szovjet második világháborús kommandósokból, magas rangú tisztekből álló különítmény érkezett volna Budapestre. Az előrehaladott állapotban levő terv szerint ügynökök segítségével megpróbálták volna kicsalni Mindszentyt a nagykövetségről, majd letartóztatni. Az akciót végül egy Magyarországot a szovjet befolyási övezethez tartozóként megerősítő amerikai–szovjet megállapodás aláírása után lefújták. Kádár Jánosnak személyes ügye volt Mindszenty tevékenysége és helyzete, ő volt ugyanis a belügyminiszter, amikor a bíborost letartóztatták. Így aztán ezért is, a Kádár-rendszer egyik kiemelt közellenségévé vált. A kiszorított helyzetbe kerülő katolikus egyházban, a Rákosi és a korai Kádár-diktatúra alatt két „világ” alakult ki, azoknak a világa, akik az állammal kapcsolatot találtak és azok akiket az állam üldözött. Az egyházellenes politikának alapvető eleme volt a kereszténységnek minden szinten való megosztása.
1967-ben újra napirendre került a „Mindszenty-kérdés”. A magyar vezetők célja az volt, hogy a bíborost a pápa mentse fel esztergomi érseki funkciója alól, mielőtt távozik az országból. Mindszenty viszont távozása feltételéül szabta érseki hivatala megtartását, több bebörtönzött pap szabadon bocsátását, és a Regnum Marianum templom újjáépítését. Az amerikaiak is sürgették a probléma rendezését, mert a főpásztor jelenléte a követségen feszültséget okozott. A bíboros a viták során többször fenyegetőzött azzal, hogy elhagyja az épületet és a magyar hatóságok kezére adja magát – ami évekre visszavetette volna a kétoldalú kapcsolatok normalizálódásának folyamatát. Értékelése szerint „Magyarországon az egyház helyzete rosszabb, mint bármely más csatlós országban”, tudatában volt annak, hogy az állami szervek mélyen beépültek az egyházi hierarchiába.
Mindszenty egészségi állapota is gyengült, nőtt a veszélye annak, hogy a magyar államhoz kell fordulni gyógykezeltetése végett. Egyébként életvitele szerény volt, egyszerű vacsoráját az alagsori kantinban fogyasztotta el egy kis üveg sörrel. Alfred Puhan nagykövet azonban távozásra szerette volna bírni a „makacs németet”, ahogy ő mondta, és ennek érdekében nagy aktivitást fejtett ki az amerikai külügyminisztérium, a magyar fél, sőt a Vatikán felé is.

### Magyarország elhagyása
Mindszenty távozására az első lehetőség már 1958-ban, XII. Piusz pápa halála után látszott megnyílni, amikor az Apostoli Szentszék Rómába hívta a bíborost a pápaválasztásra. Washingtonban úgy döntöttek, hogy ha a magyar állam kiengedi Mindszentyt, garanciát vállalnak arra, hogy a bíboros visszavonul a politikától. Ezt azonban nem közölték a magyar féllel diplomáciai jegyzékükben, így a kiutazási kérést a magyar hatóságok elutasították. Másfél évtizeddel később aztán gyakorlatilag ugyanezekkel a feltételekkel került sor a bíboros távozására.
1971. április 16-án a Szentszék és a magyar állam közötti diplomáciai kapcsolat feléledésének jeleként VI. Pál pápa személyesen fogadta Péter János magyar külügyminisztert. Ez volt az első alkalom, hogy kommunista kormány hivatalban lévő tagja látogatást tehetett a pápánál. A tárgyalások eredményeképpen, az Apostoli Szentszék és a Magyar Népköztársaság megállapodásának megfelelően Mindszenty 1971. szeptember 28-án – szándéka ellenére, de a pápának fogadott engedelmesség okán – elhagyta Magyarországot. Erre a lépésre azért is szükség volt, mert személye akadályozta a magyar állam és az Amerikai Egyesült Államok közeledését. Az amerikai követségről történő szabadulásának a Magyar Szocialista Munkáspárt azt is feltételül szabta, hogy Mindszenty kérje az 1949-es perében kiszabott büntetésének elengedését, ezt azonban a bíboros visszautasította. Rómába való kiutazásakor a magyar igazságügyi hatóság utánaküldte a kegyelmi iratot, de azt Mindszenty szintén elutasította, mert ragaszkodott ahhoz, hogy a hatóságok a koncepciós perében hamisan vádolták meg.

### Az esztergomi prímási szék megüresedettnek nyilvánítása
Koncepciós perének 25. évfordulóján, 1974. február 5-én- VI. Pál pápa megüresedettnek nyilvánította az esztergomi érseki széket, azzal az indokkal, hogy a magyar prímás lemondott. 
Mindezen előzmények után mély fájdalommal vettem át – éppen letartóztatásom 25. évfordulóján – egy december 18-án kelt pápai levelet, amelyben Őszentsége tudomásomra hozta – sok, személyemnek szóló dicséret mellett –, hogy az esztergomi érseki széket megüresedettnek nyilvánította.
A bíboros félve attól, hogy a pápa döntése zavart és kétséget kelthet híveiben, tiltakozott. Hat pontból álló kommünikét adott ki, s ebben a világ közvéleménye számára világosan megindokolta, miért nem mondhat le a magyar prímás ezekben a drámai időkben. Lemondatása Kádárék követelése volt, akik ennek fejében szabadon engedték a kommunista börtönökbe zárt papokat és egyházi személyeket. Már régóta követelte ezt a magyar kormány, de sokan nem tételezték fel a Vatikánról, hogy ilyen komoly engedményt tesz a Mindszentyt hamis vádak miatt bebörtönző kommunistáknak, ráadásul ilyen erőteljes formában, megsértve az idős bíborost és sok magyar katolikus hívő érzelmeit. Amikor VI. Pál pápa találkozott vele, neki adta mellkeresztjét és gyűrűjét. Mivel látta, hogy ez a megállapodás személyi szabadságát sérti (a Vatikánt nem hagyhatta volna el, nem pasztorálhatott volna, és nem érintkezhetett volna a Magyarországról elmenekült honfitársakkal), saját akaratából – a Szentszék nem akadályozta meg a döntését – az egyházjogilag a magyar prímások alá tartozó bécsi szemináriumba, a Pázmáneumba utazott és haláláig ott élt.
1974-ben Lékai László addigi veszprémi apostoli kormányzót áthelyezték az Esztergomi főegyházmegyébe, de a pápa a Mindszenty bíboros haláláig nem nevezte ki esztergomi érsekké.

### Felmentésétől haláláig

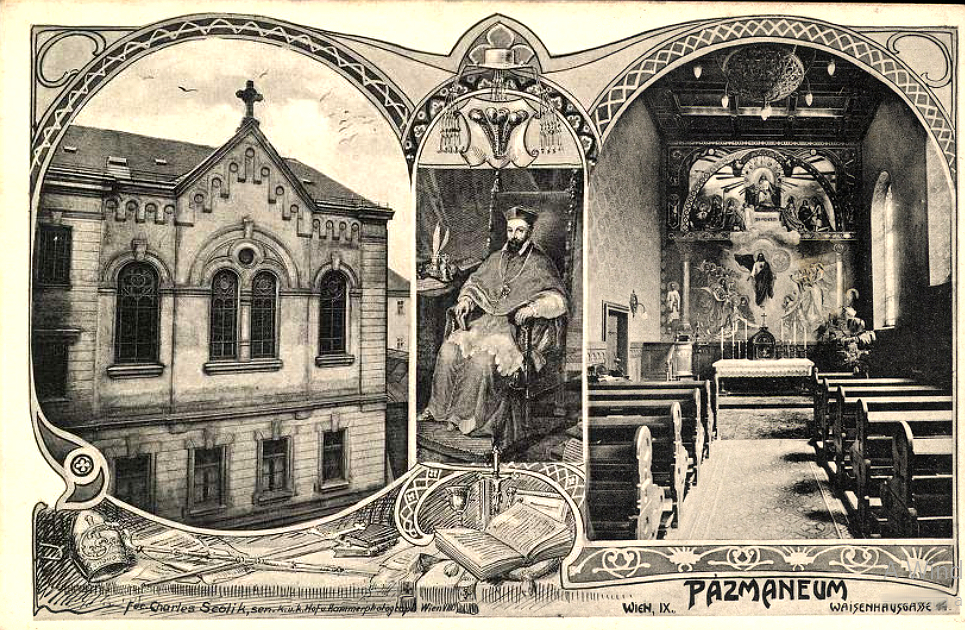
A bíboros menedéke képeslapon a Pázmáneum épülete Bécsben, az alapító Pázmány Péter és a kápolna rokokó főoltára képeslapon 1930 körül

Felmentése után a világ számos, magyarok által is lakott országát felkereste, és meglátogatta híveit. A Vatikán keleti politikájának köszönhetően a Szentszék általi megaláztatás ellenére folytatta pasztorációs útjait.

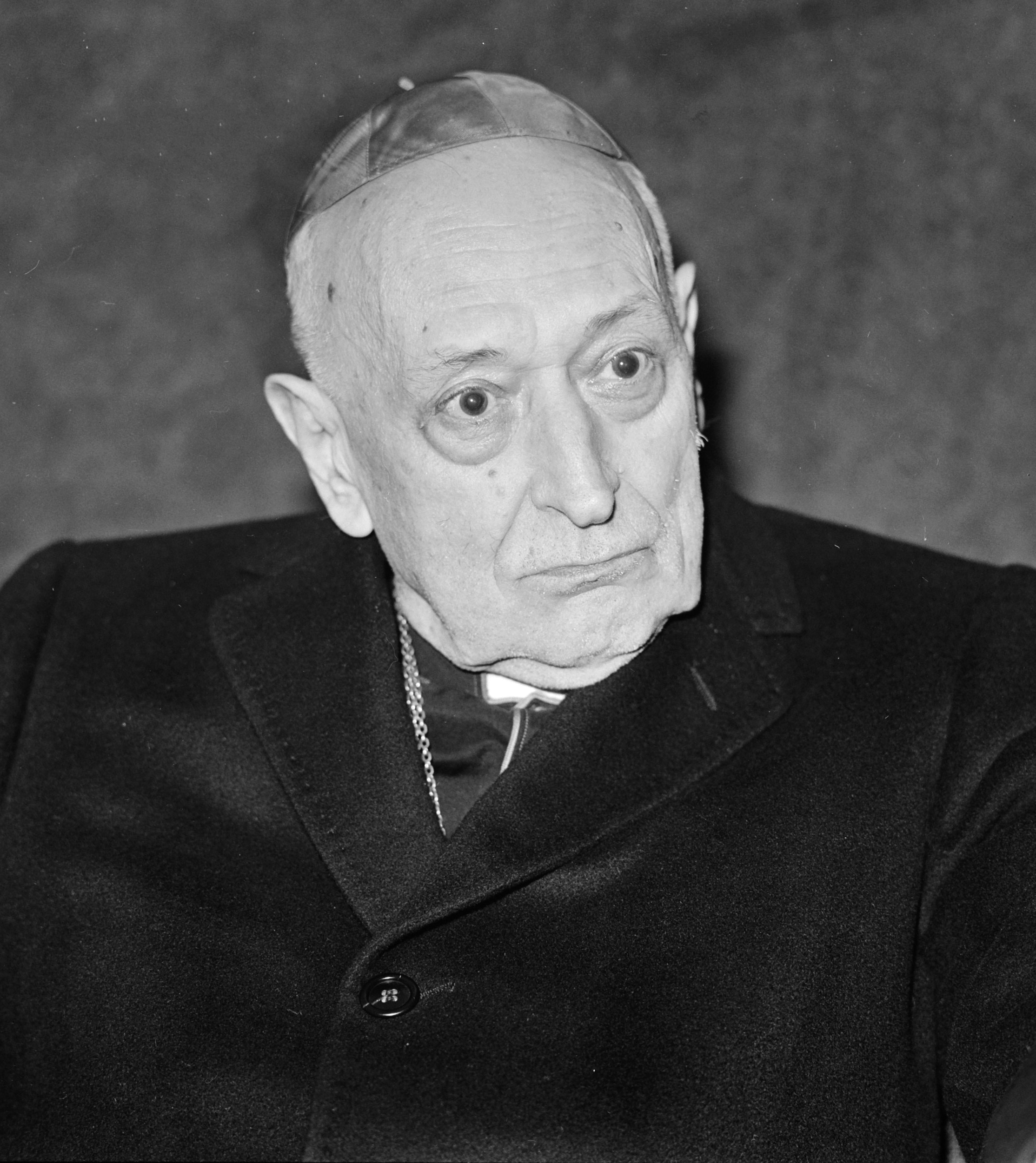
Mindszenty József 1974-ben súlyos betegen

1975-ben, kevéssel halála előtt, Mindszenty Ruzsik Vilmos atyával több mint egy hétre ellátogatott Venezuelába, a venezuelai magyar közösséghez, a Venezuelában tartózkodó régi ismerőse, boldogfai Farkas Endre (1908–1994) vezérkari őrnagy meghívására; a hercegprímás 1975. április 10-én csütörtökön érkezett Caracasba, és április 21-én utazott el Kolumbiába. Az ünnepségek során megismerte az ottani venezuelai magyar kolóniát. Ez után a látogatás után egy rövid időre Bogotába, Kolumbiába utazott, ahol Farkas Endre feleségével, Lenz Klárával, özvegy Lenz Józsefné Topits Klárával, Lenz Jánossal, Istvánnal és Ferenccel, valamint Gróza József atyával találkozott, akik a kolumbiai magyar közösséget képviselték. Lenz Klára és édesapja, Lenz József, kereskedelmi tanácsos, már a háború alatt ismerte a hercegprímást; boldogfai Farkas Endre v.k. őrnagy révén kerültek kapcsolatba Mindszentyvel, aki akkoriban még a Városmajor 22-es számú Lenz család házában látogatta meg őket. 1975. április 25-én volt az utolsó aktív napja Bogotában. Ezután visszautazott Bécsbe már igen gyenge egészséggel.
Visszaútján – gyenge egészségi állapota miatt – ismét Venezuelában állt meg, és beszélgetett Kunckelné Fényes Ildikó venezuelai magyar hölggyel, aki egy idő után teljesítette Mindszenty kérését, hogy a külföldi magyarok kapcsolatot tartsanak, és ismerjék egymást. Kunckelné Fényes Ildikó megalapította a LAMOSZSZ-t (Latin-Amerikai Magyar Országos Szervezetek Szövetsége), ami azóta máig sikeresen működik. Vesebaja egyre súlyosbodott, amelyhez prosztatarák is párosult. Ez utóbbi műtéti beavatkozást igényelt, s ezt el is végezték az érseken, dr. Bianchi vezetésével. Az altatásból azonban már nem ébredt föl.
1975. május 6-án halt meg 83 éves korában a bécsi Irgalmasok Kórházában. Holttestét végakarata szerint Mariazellben helyezték el.
A fehér vértanú bíboros-prímás-érsek halála után, 1976. február 12-én a mártír érsek utódaként a pápa Lékai Lászlót nevezte ki esztergomi érseknek, akit a kinevezése után május 24-én kreáltak bíborossá.
1977. június 9-én Kádár János és VI. Pál pápa találkozott. Utoljára Lénárd Ödön piarista szerzetest engedték szabadon 1977-ben, VI. Pál pápa személyes közbenjárására. Közvetlenül a rendszerváltozás előtt, 1990. február 9-én írta alá Németh Miklós miniszterelnök és Agostino Casaroli bíboros Magyarország és a Szentszék közti diplomáciai kapcsolatok újrafelvételéről szóló egyezményt.
1991. május 4-én helyezték örök nyugalomra Mindszentynek Esztergomban hazahozott hamvait.

## Emlékezete
Miután meghalt, évtizedekkel később, újratemetése kapcsán érdekes felfedezés történt. A katolikus hagyomány szerint a szentség állapotát jelző módon találták a testét: azaz romlatlan volt.
Végakarata szerint – „Amikor Mária és Szent István országa felett lenyugszik a moszkvai hitetlenség csillaga, holttestemet vigyék az esztergomi bazilika kriptájába” – 1991. május 1-jén kezdődött sírja feltárása. A bíboros teste a szemtanúk szerint igen jó állapotban maradt fenn. Újratemetésekor, 1991. május 4-én hamvait az esztergomi bazilikában hívők tízezrei jelenlétében, ünnepélyes gyászmise és világi megemlékezések kíséretében helyezték végső nyughelyére az esztergomi érseki kriptában, az esztergomi bazilika altemplomában.
Mindszenty bíboros 1948. január 7-én saját kezűleg írt és aláírt végrendeletében mondanivalóját két részre osztotta. A kettőt a kéziratban csillaggal, aszteriszkusszal választja el egymástól. Az első részben kifejezetten lelki kérdésekről szól. Mindenkinek köszönetet mond. Mindenkinek megbocsát, és alázatosan bocsánatot kér mindenkitől. Prímási kinevezésének elfogadására a következő módon emlékezik vissza: „A hercegprímási trónust harminchat órás töprengés és vergődés, két főpap és gyóntatóm meghallgatása után vállaltam, hogy a nehéz viszonyok közt esetleg további fél esztendőre ne késsék a betöltés, és abban a tudatban, hogy vagy fogság- vagy gyalázatviselő kell most ide, és erre – Isten segítségével – való vagyok”. Ehhez hozzáfűz egy megjegyzést, amelyből kitűnik, hogy a saját helyzetét is engesztelésnek fogja fel: „Hálát adok Istennek, hogy szent nevéért gyalázatot szenvedhettem, amit hazámért szívesen viseltem és ajánlottam fel”. A végrendelet lelki részének bezárásaként pedig kijelenti: „Az engesztelés ne lanyhuljon, hanem inkább erősödjék a Nagyasszony tisztelete szellemében”. Majd zárójelben még hozzáteszi: „Ez a rész csak alkalmas időben hozható nyilvánosságra”. Csak ezt követően tér át az anyagi javakról szóló szerény rendelkezésre.

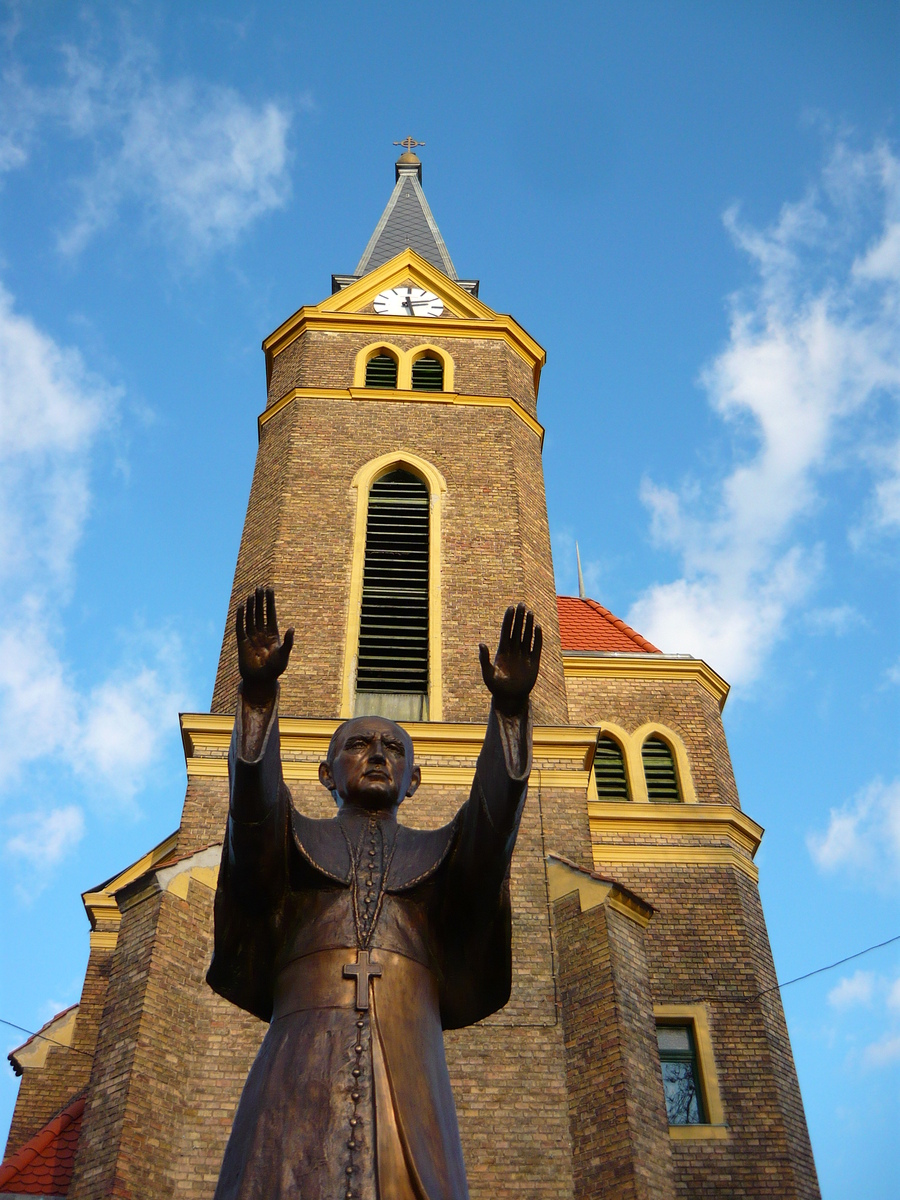
Első Magyarországon felállított szobra Rákosszentmihályon

1991 augusztusában II. János Pál pápa magyarországi látogatása már a negyvenéves vallásüldözés végét jelképezte, amikor a pápa lerótta tiszteletét Isten szolgája, Mindszenty József bíboros síremléke előtt.
A Budapesti Népbíróság a IX. 254/1949 számon lefolytatott koncepciós per ügyében a Legfőbb Ügyészség már 1989 végén perújítási nyomozást rendelt el. Ezt a rehabilitálási eljárást hivatalosan 2012-ben zárták le, oly módon, hogy Mindszenty bíboros teljes jogi, erkölcsi és politikai rehabilitálása megtörtént a magyar állam részéről. Mindszenty József bíboros boldoggá avatási eljárása jelenleg folyamatban van a Vatikánban. A tiszteletre méltó bíboros hősiesen helyt állt a hit, remény és szeretet teológiai erényeiben, valamint a négy sarkalatos erényben, az okosságban, igazságosságban, erősségben és mértékletességben. Az esztergomi Főszékesegyházi Kincstárban állandó kiállítás mutatja be Mindszenty életét. Állandó kiállítás nyílt 2012-ben Szombathelyen, a püspöki palotában is. Ugyanebben az évben emléktáblát avattak a város egykori szemináriuma (ma egyházmegyei kollégium) falán. Szobra áll többek között Zalaegerszegen. 1999. december 18-án a Magyar Szentek templomában adták át a Magyar Örökség díjat a kitüntetetteknek, amikor Mindszenty József posztumusz díjat kapott.
Király László zeneszerző 2017-ben komponálta Devictus vincit – Mindszenty-oratórium öt részben, szólóhangokra, vegyes karra és szimfonikus zenekarra című művét, melynek szövegét Polner Zoltán állította össze, illetve részben írta. A mű ősbemutatója 2018-ban volt a szegedi dómban. 
2019-ben posztumusz Budapest és Esztergom díszpolgárává választották.

## Galéria

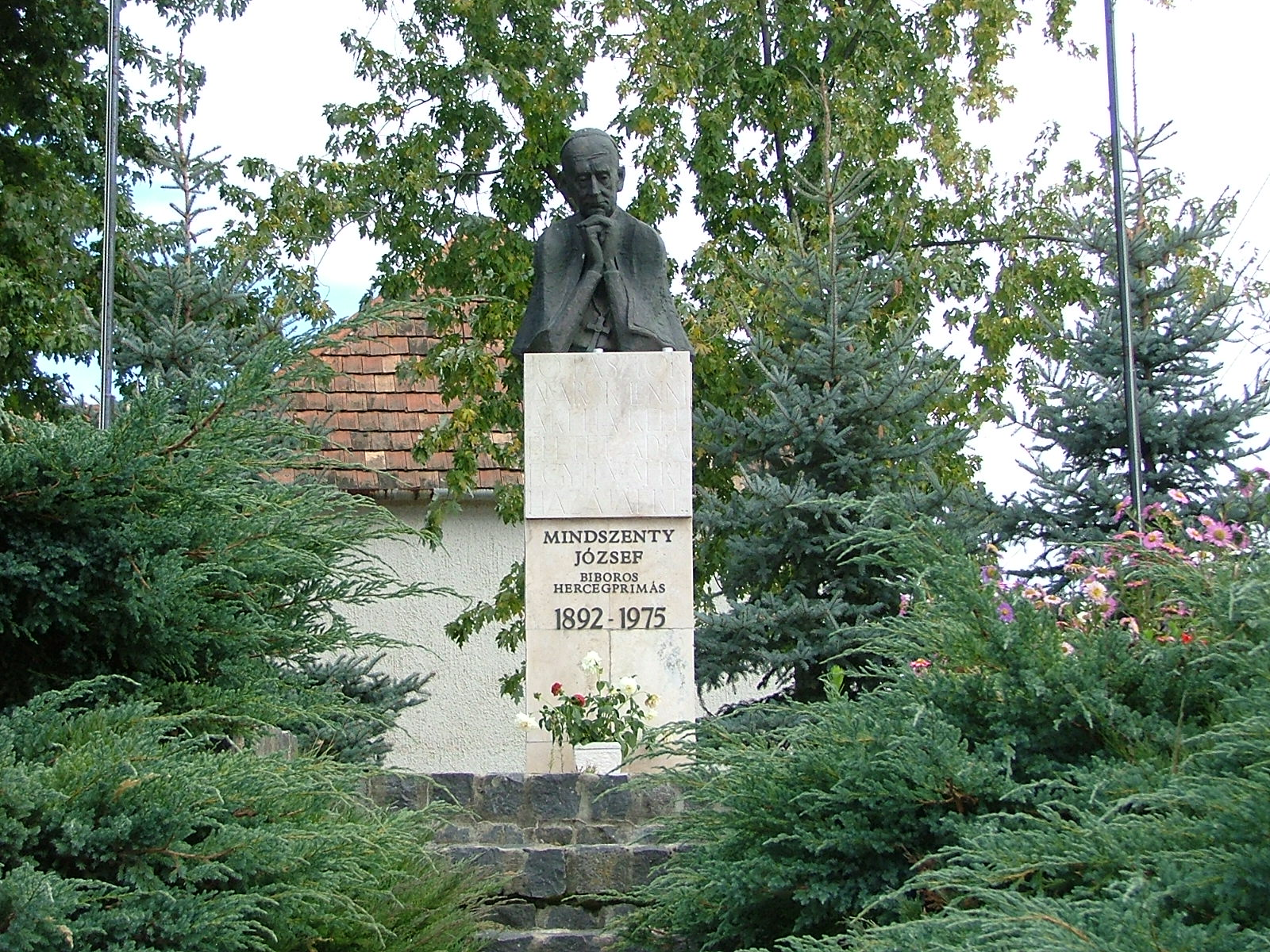
Mindszenty József szobra Csehimindszenten
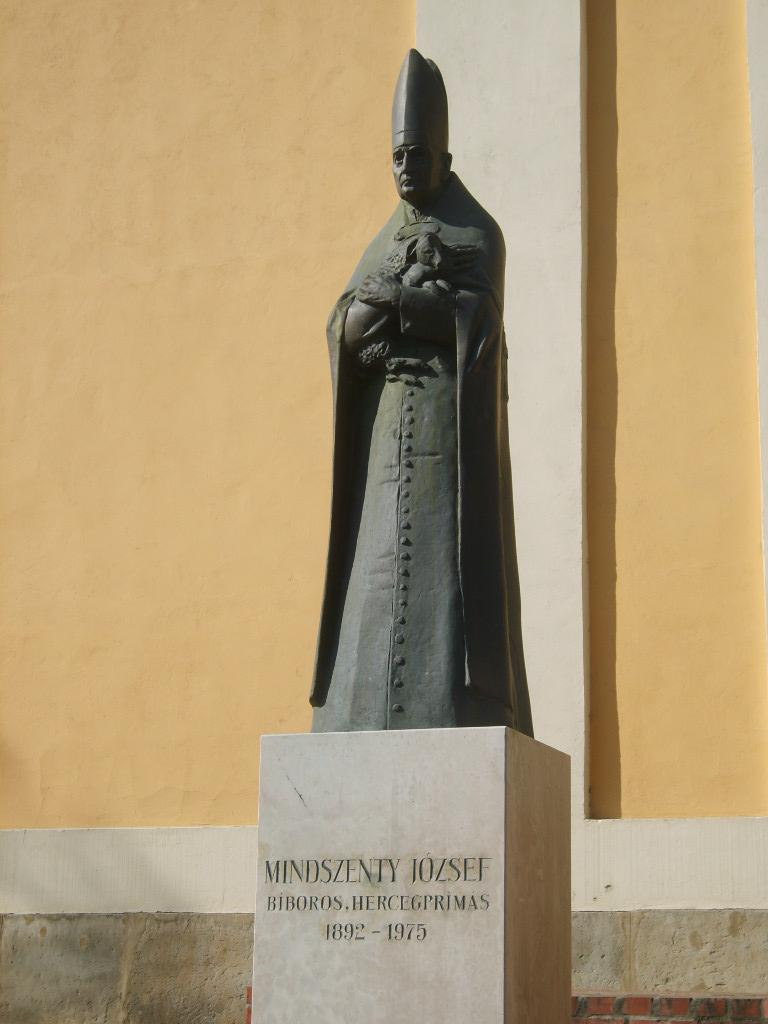
Mindszenty József szobra Zalaegerszegen
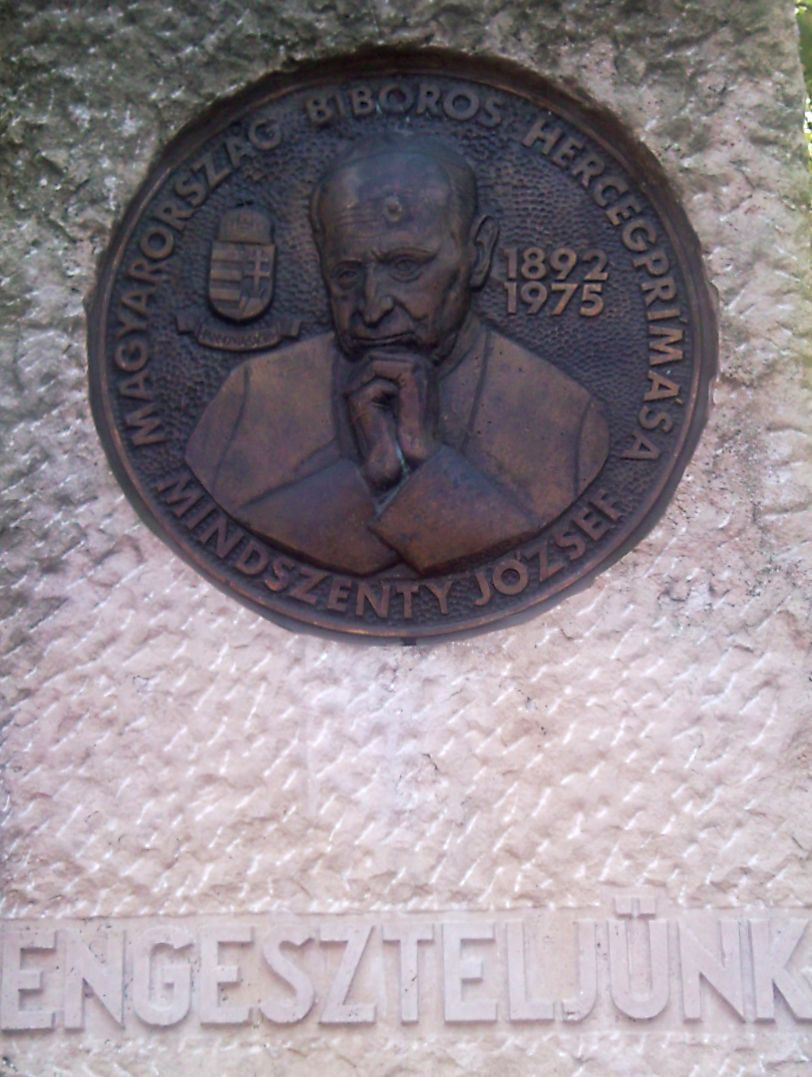
Emlékoszlopon elhelyezett dombormű, Budapest XII. kerület, Csaba utca 5.
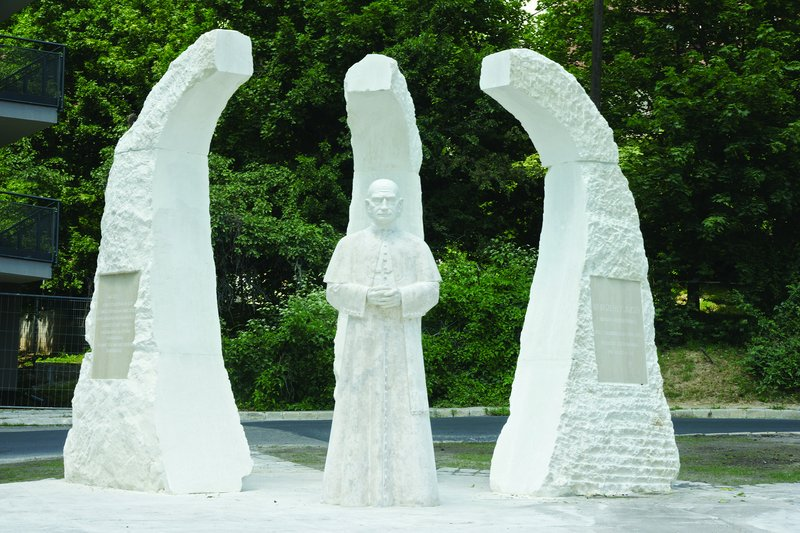
Mindszenty József szobra Budapest XII. kerületében, a Mindszenty téren
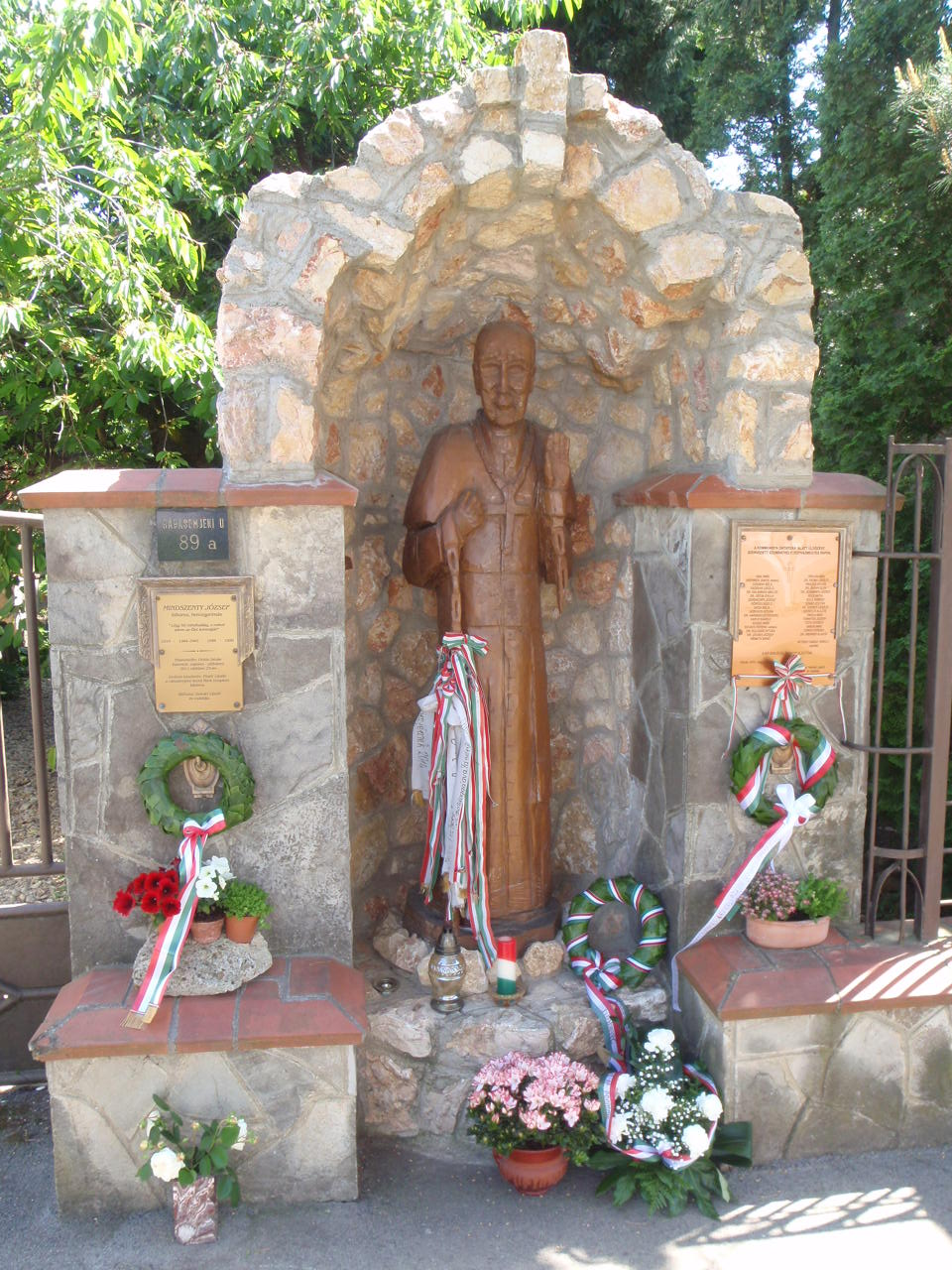
Rábasömjén Mindszenty-szobor a templom mögött
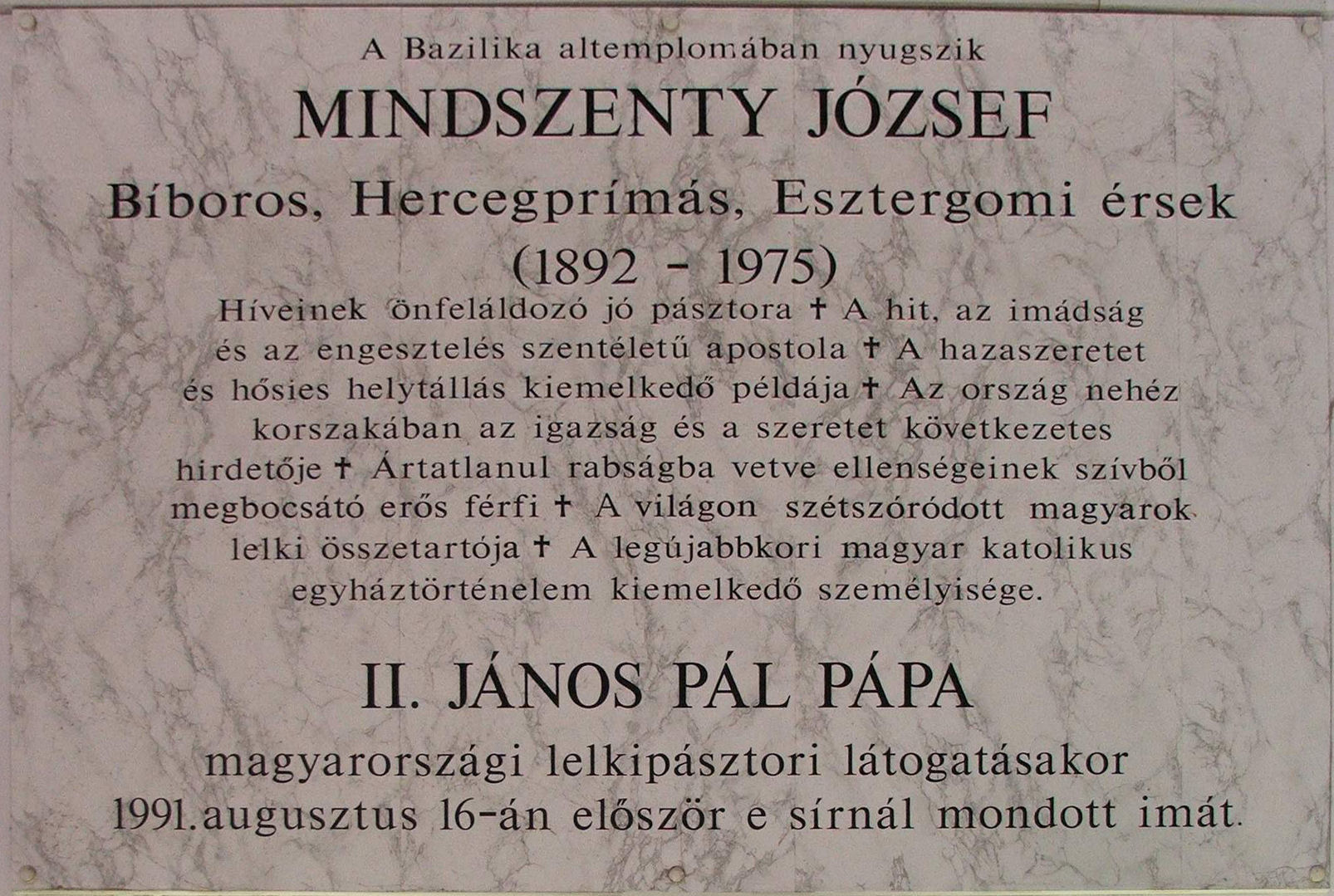
Emléktábla végső esztergomi nyughelyén a bazilikában
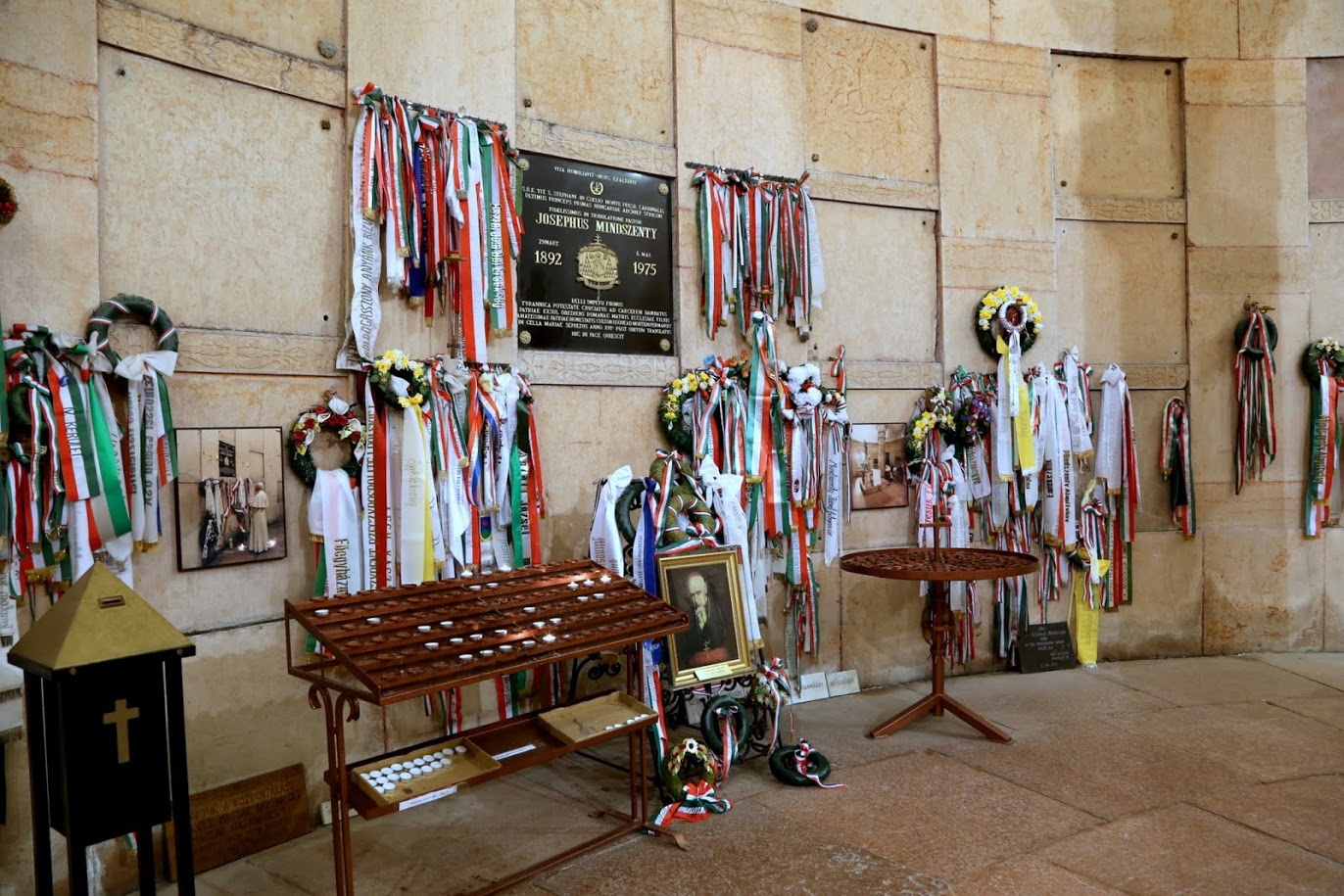
Sírja az esztergomi bazilika altemplomában
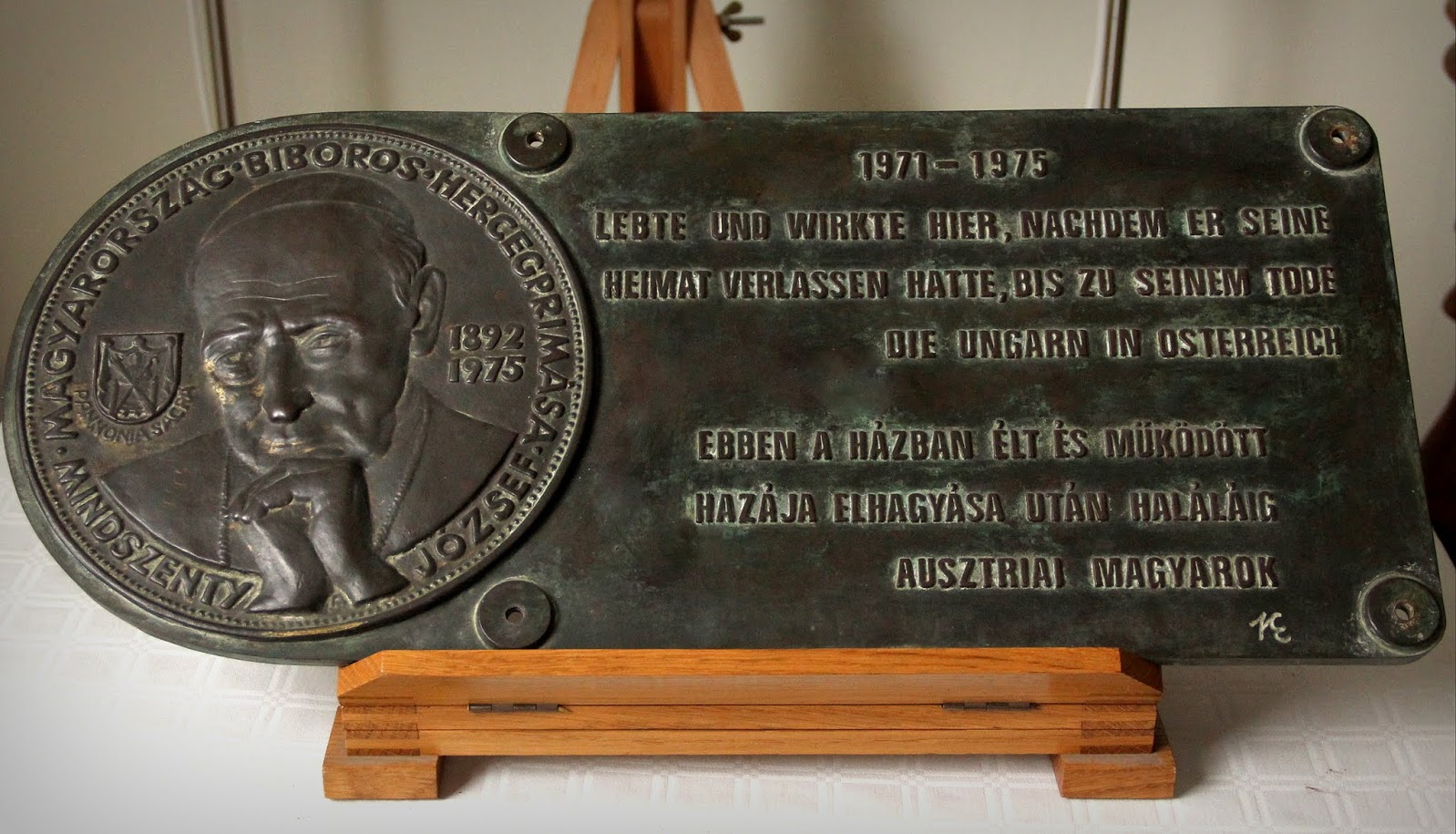
Egy régi Mindszenty-tábla – Bécs, Collegium Pazmanianum
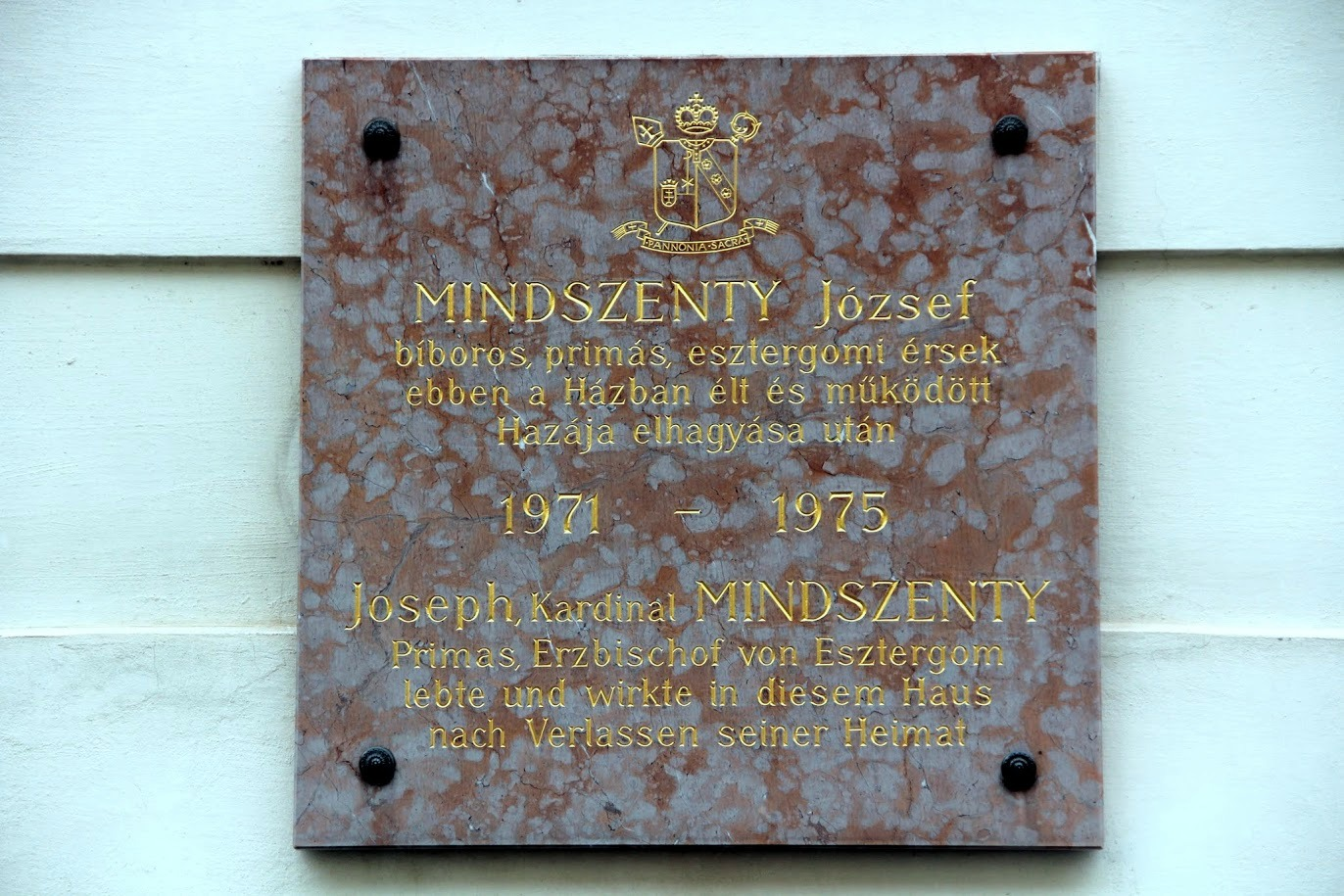
Mindszenty József emléktáblája napjainkban, a Pázmáneum főbejárat mellett

## Filmek

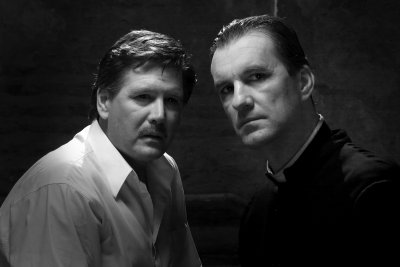
Mindszenty – Szeretlek, Faust (Kautzky Armand mint Jávor Pál / Kapitány / Szegfű / Tildy / Pápa és Lux Ádám mint Mindszenty József

- Ólomkapu, 2014, magyar–olasz dokumentumfilm, 52 perc, rendező: Gilberto Martinelli[129]
- Mindszenty – A fehér vértanú, portréfilm,[130][131] 2010, rendező: Koltay Gábor
- Mindszenty – Szeretlek, Faust, színes, magyar játékfilm,[132] 69 perc, 2010, rendező: Pozsgai Zsolt
- Mindszenthy József – Devictus Vincit, színes, magyar tévéfilm,[133] 147 perc, 1994, rendező: Mihályfy Sándor
- Ungarn in Flammen, 1957, dokumentumfilm,[134] rendező: Ferdinand Khittl
- Guilty of Treason, 1950, amerikai filmdráma,[135] rendező: Felix E. Feist

## Művei

### 1944-ig
- Pehm József: Az édesanya, a vallás, társadalmi kérdés és költészet tükrében; Stephaneum Nyomda, Bp., 1916
- Zala segélykiáltása, Zalaegerszeg, 1927
- Padányi Biró Márton  Archiválva 2005. március 19-i dátummal a Wayback Machine-ben veszprémi püspök élete és kora, Zalaegerszeg, 1934 REAL-EOD
- Pehm József: Az édesanya. 2. köt.; 3. bőv. kiad.; Zrínyi Nyomda, Zalaegerszeg, 1942

### 1945–1989
- Igazság és szeretet. Mindszenty József beszédeiből. 1945–1946; Katolikus Főiskolák Baráti Köre, Bp., 1946
- Cardinal Mindszenty speaks. Authorized white book; bev. Zombory Ákos; Longmans–Green, New York–London–Toronto, 1949
- Moeder. Een loflied op het moederschap; hollandra ford. Henk Kuitenbrouwer; Fontein, Utrecht, 1949
- Die Mutter; németre ford. Faludy Lajos; 2. kiad.; Rex, Luzern, 1949
- Mutter in Gottes Augen (Az édesanya, 2.); németre ford. Faludy Lajos; Rex, Luzern, 1950
- The face of the Heavenly Mother; németről angolra ford. Charles Donahue; Philosophical Library, New York, 1951
- The mother (Az édesanya); Clonmore and Reynolds, Dublin, 1951
- The face of the Heavenly Mother (Az édesanya, 2.); németről angolra ford. Charles Donahue; Philosophical Library, New York, 1951
- Mindszenty-breviárium; összeáll. Pesti Róbert; Várta, Hamburg, 1952
- La me`re, miroir de Dieu; Mame, Tours, 1953
- Mindszenty okmánytár. Pásztorlevelek, beszédek, nyilatkozatok, levelek; sajtó alá rend., jegyz. Vecsey József; s.n., München, 1957
  - 1. Mindszenty tanítása
  - 2. Mindszenty harca
  - 3. Mindszenty áldozata
- Mindszenty-breviárium. A bíboros hercegprímásnak megnyilatkozásaival a magyar szabadságharc idején; sajtó alá rend. Királyfalvi Menyhért; 2. bőv. kiad.; Amerikai Magyar Kiadó, Detroit–Köln–München, 1958
- "… the world's most orphaned nation"; Tarlo, New York, 1962
- A mae; németről portugálra ford.; Rui de Sant'elmo; 4. ed.; Aster–Castelo, Lisboa–Coimbra, 1965 (Colecçao éfeso)
- La madre: chi e?; olaszra ford. G. Delpin; 2. kiad.; Paoline, Róma, 1967 (Collana orientarsi, 3.)
- Esztergom, a prímások ezeréves városa, Bécs, 1973
- Erinnerungen; németre ford. Vécsey József, Felix Eisenring; Propyläen–Ullstein, Frankfurt–Berlin–Wien, 1974
- Memorias; németről spanyolra ford. Jesus Ruiz; Caralt, Barcelona, 1974 (La viva vivida)
- Mémoires. Des prisons d'hitler et de Staline... a' l'exil; németről franciára ford. Janie Durand, Françoise Planiol, Jeanne Witta-Montrobert; La Table Ronde, Paris, 1974
- Memoirs; németről angolra ford. German Richard, Clara Winston, dokumentumford. Jan van Heurck; Weidenfeld and Nicolson, London, 1974
- Memorie; németről olaszra ford. Biagio Marence; 2. kiad.; Rusconi, Milano, 1975
- Napi jegyzetek. Amerikai követség 1956–1971 Szerk. Csonka Emil, Vaduz, 1979
- EGY TRAGIKUS SORSÚ NEMZET Nem kiadott mű a Mindszenty-Stiftung tulajdonában
- Hirdettem az Igét. Válogatott szentbeszédek és körlevelek. 1944–1975; bev., vál. Közi Horváth József; Mindszenty Alapítvány, Vaduz, 1982
- Hirdettem az igét (1989, Budapest, Romhányi László kiadása)

### 1990–
- Egyházam és hazám. Mindszenty József hercegprímás szentbeszédei; gyűjt., bev., jegyz. Beke Margit; Esztergomi Főegyházmegye–Budapesti Hitoktatási Felügyelőség, Esztergom–Bp., 1991–1998
  - 1. 1945–1946; 1991
  - 2. 1947; 1994
  - 3. 1948; 1998
- Esztergom, a prímások városa; sajtó alá rend. Bíró Béla; Mindszenty Alapítvány, Bp., 1997 (Dokumentációs sorozat)
- Mindszenty-leveleskönyv. Gondolatok a bíboros leveleiből, 1938–1975; összeáll. Mészáros István; Mészáros István, Bp., 1997
- Éljetek hitetek szerint! Idézetek Mindszenty bíboros írásaiból és beszédeiből; Don Bosco, Bp., 2007
- Akarok lenni népem lelkiismerete. Mindszenty József bíboros emlékirataiból; felolvassa Dunai Tamás; Jel, Bp., 2008 + 2 CD
- "His Eminence files". American Embassy, Budapest. From Embassy archives, 15 (1971) / Mindszenty bíboros az amerikai nagykövetségen. Követségi levéltár, 15 (1971); szerk. Somorjai Ádám; METEM, Bp., 2008
- Legyőzetve is ő győzött! Szemelvények Mindszenty József bíboros írásaiból és beszédeiből; 2. jav. kiad.; összeáll. Krajsovszky Gábor; Hittel a Nemzetért Alapítvány, Bp., 2008
- Szeizmográf a Szabadság téren: Mindszenty bíboros levelezése az USA elnökeivel és külügyminisztereivel, 1956–1971; vál., előszó, jegyz. Somorjai Ádám, Zinner Tibor, ford. Zinner Judit; Hamvas Béla Kultúrakutató Intézet, Bp., 2010
- Mindszenty bíboros követségi levelei az Egyesült Államok elnökeihez, 1956–1971; szerk. Somorjai Ádám; METEM, Bp., 2011
- "His Eminence files". American Embassy, Budapest. From Embassy archives, 15 (1971) / Mindszenty bíboros az amerikai nagykövetségen. Követségi levéltár, 15 (1971); 2. jav. kiad.; szerk. Somorjai Ádám; METEM, Bp., 2012
- Emlékirataim, Helikon, Bp., 2015 ISBN 9789632276182
- Somorjai Ádám–Zinner Tibor: A Szabadság tértől Washingtonon át a Vatikánba – és vissza. Mindszenty József bíboros, prímás, esztergomi érsek követségi levelezése az Apostoli Szentszékkel, 1956–1971; Veritas Történetkutató Intézet–Magyar Napló, Bp., 2016 (Veritas könyvek)
- 1956. Írások a hagyatékból; sajtó alá rend. Kovács Attila Zoltán, Soós Viktor Attila; Szépmíves, Bp., 2016
- Somorjai, A.; Zinner, T.: Correspondence of Cardinal József Mindszenty with the Holy See from the American Legation, 1956–71. – EOS Verlag, Sank Ottilien, 2017 ISBN 9783830678380
- Kommunista arcélek; sajtó alá rend. Kovács Attila Zoltán, Soós Viktor Attila, Szépmíves, Bp., 2019
- Igehirdetésem. Mindszenty József bíboros szentbeszédei az amerikai követségen, 1957–1961; szerk., jegyz., tan. Fejérdy András, szakford. Csimma Ágnes; Magyarországi Mindszenty Alapítvány, Bp., 2020